# Década 1940 en el Atlético de Madrid
Tras la finalización de la Guerra Civil, regresaron las competiciones de fútbol a España, y regresó el Atlético de Madrid. Durante la nueva temporada, debería haber militado en Segunda División, pero debido a la plaza libre que dejó el Real Oviedo pudo continuar en la máxima categoría, y conseguir sus dos primeros títulos ligueros.

## El Athletic Aviación
El Athletic de Madrid tuvo que fusionarse con el Aviación Nacional para poder sobrevivir, formando el Athletic Aviación. Con esta denominación consiguió sus primeros títulos ligueros y empezó a formar parte de la élite del fútbol nacional.

### Temporada 1939 / 1940: La primera Liga
El 28 de abril de 1940, el equipo dirigido por Ricardo Zamora se adjudicó el título de campeón de la primera división por primera vez en su historia.
Para conformar la plantilla aquella temporada, continuaron con contrato en vigor con el Athletic tras la guerra: Guillermo, Pacheco (que prefería retirarse), Mesa, Alejando, Valcárcel, Gabilondo (retirado del fútbol), Marculeta, Nico, Elícegui, Arencibia, Rubio, Buiría y Lafuente (que trataba de recuperarse de su gravísima lesión).
Los nuevos fichajes habían sido Urquiri, Torres, Armendáriz, Enrique, Bescós, Bachiller, González, Colón, Muñoz, Romero, Suárez, Basdilla, Farina, Villanueva y Fernandito. Además, del Aviación se incorporaron al equipo Guillermo y Mesa, que pertenecían al Athletic, Blanco y Agustín, propiedad ambos del Celta, Germán y Hernández, del Racing de Santander, Sañudo y López Herranz desde el Real Madrid, y Begoña del Deportivo de la Coruña. En cuanto a jugadores sin contrato profesional, figuraban en el equipo: Aparicio, Machín, Campos, Vázquez, Tabales, Santi, Escudero, Bracero, Mundo y Pepote. Todos ellos pasaron finalmente a formar parte de la plantilla, excepto Mundo, que formó parte de una complicada operación para mantener en el equipo a Germán, propiedad del Racing de Santander.
Ricardo Zamora, fichado por el Aviación Nacional, fue el entrenador del equipo.

#### Campeonato Regional Castellano
El Athletic Aviación Club debutó oficialmente en el Campeonato Regional Castellano junto a los siguientes equipos: Real Madrid, Ferroviaria, UD Salamanca, Imperio y Valladolid.
En la primera jornada, el 5 de octubre de 1939, el Athletic Aviación cayó por 2-1 frente a la Ferroviaria en Vallecas. Ricardo Zamora alineó a Guillermo, Mesa, Aparicio; Urquiri, Torres, Machorro (luego conocido como Machín); Armendáriz, Enrique, Elícegui, Campos y Vázquez. El encuentro comenzó soleado, pero la meteorología cambió radicalmente a los diez minutos, cuando empezó a llover con fuerza y el campo de Vallecas se convirtió en un lodazal. El equipo colchonero acusó el mal estado del campo y, además, a los tres minutos el defensa Aparicio tuvo que retirarse por lesión. Aún jugando con diez hombres, Elícegui se las apañó para adelantarlos en el marcador, marcando el primer gol del Athletic Aviación. La Ferroviaria empató al filo del descanso. En la segunda parte, Torres falló un penalti que hubiese significado el 2-1 para los locales, y minutos después el conjunto visitante marcó el gol de la victoria. Así, el Athletic Aviación comenzó el torneo con una derrota ante un equipo inferior, y en su propio campo.
En la siguiente jornada, el 13 de octubre, los aviadores vencieron al Valladolid por 3-0 en Zorrilla. La semana siguiente el resultado fue de empate a un gol ante el Imperio, equipo que había reforzado su plantilla con numerosas cesiones procedentes del Athletic. El 22 de octubre se jugó el primer derbi oficial tras la Guerra, en la que el Aviación salió de su visita a Chamartín derrotado por 2-1. El equipo colchonero jugó mejor, pero los blancos se impusieron.
El comienzo de temporada había sido decepcionante, ya que de cuatro partidos, los rojiblancos habían ganado uno, empatado otro y perdido dos. Sin embargo, durante el resto del campeonato no dejaron escapar ni un solo punto más. El 25 de octubre, la escuadra de Ricardo Zamora inició su remontada con una victoria ante el Salamanca por 3-1 en el último choque de la primera vuelta, que colocaba al Athletic Aviación a cuatro puntos del líder, el Madrid. El 28 de octubre, el conjunto rojiblanco inició la segunda vuelta con una goleada por 4-0 a la Ferroviaria en Chamartín, donde jugó como visitante. El 1 de noviembre de 1939 jugó su último encuentro en Vallecas, derrotando al Salamanca por 3-1. Dos días más tarde se cerró el estadio para tratar de mejorar sus condiciones, y los aviadores pasaron a jugaron como locales en Chamartín durante el resto del Campeonato. En el debut en el campo del eterno rival, el 5 de noviembre, el Athletic goleó por 8-0 al Valladolid, situándose segundo a cuatro puntos del todavía líder Real Madrid.
El 11 de noviembre, la entidad colchonera batió al Imperio por 3-2 con gol de Arencibia en el último minuto, en tanto que el Madrid perdía contra la Ferroviaria, reduciendo su ventaja a solo dos puntos. La siguiente jornada se jugaba un nuevo derbi en Chamartín, esta vez con los rojiblancos como locales, que resultaría decisivo para el título a falta de solo una jornada para la finalización del Campeonato. El encuentro se jugó el 19 de noviembre, y el Athletic Aviación venció por 3-0, igualando a puntos al equipo blanco. Aquel resultado le bastó para alzarse campeón del torneo, ya que superaba a su rival en el gol-average particular y global. Jugaron por los colchoneros Tabales, Mesa, Alejandro; Blanco, Germán, Machorro, Escudero, Enrique, Elícegui, Campos y Vázquez. Los goles fueron marcados por Campos (2) y Vázquez.
Así quedó la clasificación final:
- Athletic Aviación Club 15 puntos
- Madrid FC 15 puntos
- AD Ferroviaria 13 puntos
- UD Salamanca 8 puntos
- Imperio FC 5 puntos
- Club Valladolid Deportivo 4 puntos

Así, el Athletic volvió a alzar un título después de más de 20 años. La temporada se había iniciado de forma inmejorable, pero al Club todavía le esperaban algunas alegrías más.

#### Campeonato Nacional de Liga
Aquel año, el Athletic Aviación debía haber disputado la liga de Segunda División, debido a que acabó en puestos de descenso durante la anterior campaña. Sin embargo, el Real Oviedo se vio obligado a solicitar una exención de disputar de esa temporada debido al ruinoso estado en que se encontraba su campo tras los desastres de la Guerra Civil. De esta forma, tras muchas polémicas y discusiones, se concluyó ceder la plaza del equipo asturiano a uno de los dos equipos que habían caído en el descenso: el Athletic Aviación y el Osasuna. Para decidir cuál de los dos conseguiría la permanencia, se jugó un partido de promoción en campo neutral.
El partido se disputó el 26 de noviembre de 1939 en Mestalla (Valencia). Ricardo Zamora presentó este once: Tabales, Mesa, Alejandro; Blanco, Germán, Machorro; Enrique, Juan, Escudero, Elícegui, Campos y Vázquez. El equipo navarro dominó el primer tercio del partido, adelantándose en el marcador con gol de Vergara a los 20 minutos. El Athletic Aviación, sin embargo, reaccionó debido a su espléndido juego en el centro del campo, y diez minutos antes del descanso Enrique puso el empate. Durante el descanso, Zamora dio instrucciones a sus jugadores de aguantar la salida en tromba del Osasuna hasta el minuto 60, y a partir de ese momento hacerse dueños del partido. Los rojiblancos llevaron a cabo la táctica a la perfección, consiguiendo la victoria gracias a los tantos de Vázquez y Enrique. El Athletic Aviación retornaría a Primera en la temporada 1939 / 1940, un nuevo éxito deportivo.
Para aquella Liga, Zamora contaba con un once tipo que no varió salvo lesiones. En la portería, Tabales se consolidó como titular, por lo que Guillermo apenas dispuso de minutos. La pareja de zagueros habitual fue la de Mesa y Aparicio, con Cobo y Alejandro como recambios. En el centro del campo, la tripleta de Urquiri, Germán y Machín fue la más usada, mientras que Blanco acabó relegado a la suplencia tras empezar la temporada como titular, y Torres también tuvo menos ocasiones de jugar. En cuanto al ataque, los cinco delanteros favoritos del entrenador eran Enrique, Gabilondo, Elícegui, Campos y Vázquez, mientras que Juan Escudero, Arencibia, Bracero y Bachiller cumplieron cuando se contó con ellos.
Aquel año jugaron sus partidos como locales en Chamartín, excepto el último, que lo disputaron en un reformado Vallecas.
El 3 de diciembre de 1939, arrancó de nuevo la Liga tras tres años de parón. El Athletic Aviación debutó con una sonada victoria por 3-1 frente al Athletic Club en San Mamés. El marcador se abrió con un tanto de Gárate en el minuto 22. Sin embargo, el triplete de Enrique dio la vuelta al marcador y otorgó la victoria a los madrileños. El otro gran jugador del partido fue el portero Tabales, que cuajó un encuentro sensacional con excelentes y espectaculares intervenciones.
Una semana más tarde, en su estreno liguero en Chamartín, el equipo de Zamora no pudo obtener más que un empate a cero ante un defensivo Betis. En los siguientes encuentros, cayó en Zaragoza y venció al FC Barcelona en Madrid.
El 3 de diciembre de 1939, el Athletic Aviación perdió contra el Hércules por 4-1 en el estadio Bardin. El partido comenzó con mucha intensidad, dominando el juego los visitantes. A los siete minutos, el Athletic abrió el marcador con un chut flojo de Arencibia que Pérez no hizo nada por detener. El gol actuó como revulsivo para el Hércules, que se creció y salió a buscar el partido. Sin embargo, se encontraron con los medios del Athletic, que estaban haciendo un excelente trabajo desabaratando los intentos de ataque del equipo alicantino. Sin embargo, a pesar de su buena actuación, no pudieron evitar el empate. Tras un pase de Vilanova, Aparicio se sacó un chut esquinado e imparable que puso el 1-1 en el marcador. Con este resultado y tras unos minutos de peloteo intrascendente, terminó la primera parte. Tabales, el portero del Athletic, hizo una gran segunda parte. Sin embargo, no pudo evitar el gol de Tormo, que llegó como consecuencia de una muy buena jugada de toda la delantera alicantina. Los locales se adelantaron en el marcador y, al igual que ocurrió con el Hércules en la primera parte, esto espoleó a los colchoneros, que atacaron con más intensidad. Llegaron insistentemente a los dominios de Pérez, pero el Hércules estuvo muy serio en defensa y supo guardar el resultado. Además, un gran tiro procedente de las botas de Vilanova aumentó la ventaja y dio la tranquilidad a los locales, que presionaron más y mejor la salida del Athletic, maniatándolo. A falta de cinco minutos para el final, Vilanova culminó la goleada marcando el cuarto para el Hércules.
El 7 de enero de 1940, en la sexta jornada liguera, llegó el derbi como local en Chamartín. El estadio estaba lleno a rebosar, y en el palco presidencial se encontraban grandes figuras del fútbol y del gobierno para presenciar el encuentro. Desde el primer instante el partido llevó una extraordinaria velocidad. Las líneas medias llevaban el peso de un encuentro que se iba tornando cada vez más emocionante. Hubo varios córners seguidos contra la meta del Madrid, pero los intentos siempre acababan estrellándose contra los palos, la defensa o las manos del portero. A los 25 minutos se produjo un córner en favor de los rojiblancos. Enrique se dirigió hacia la esquina para efectuar el saque. El disparo, muy cerrado, cayó sobre el mismo marco. Vázquez presionaba al guardameta blanco, que se vio incapaz de despejar, y el balón entró a la portería sin que nadie lo tocase. Así, los rojiblancos se adelantaban en el marcador. Apenas puesto de nuevo el balón en juego, la velocidad aumentó, y se sucedieron rápidamente las ocasiones sobre una y otra puerta. A falta de un minuto para el descanso, un ataque desesperado del Madrid rebasa a los medios y el extremo izquierda, Sánchez, envía un extraordinario centro que Tabales despeja a duras penas con el puño. Sin embargo, el despeje le sale demasiado flojo, y la pelota le cae a Lecue que fulmina la portería con un disparo cruzado. Así, con el resultado de empate a 1, los jugadores regresaron al vestuario. Al comenzar la segunda parte, los madridistas se lanzaron a un ataque en tromba que el Athletic a duras penas pudo resistir. Se notaba fatiga entre los jugadores rojiblancos, mientras el eterno rival no dejaba de atacar y atacar. Durante más de veinte minutos, fue dueño y señor del partido. Por suerte, ninguna de sus ocasiones llegó a materializarse, y con el paso del tiempo fueron cambiando las tornas. Ahora eran los madridistas los que parecían cansados, y los athléticos los que se hicieron dueños del balón. Tras un encuentro intensísimo, la forma física de ambos conjuntos bajó considerablemente, y en los últimos compases del partido dio la sensación de que ambos buscaban preservar el empate. Sin embargo, a falta de ocho minutos para el final, el Athletic hizo una escapada hacia la meta madridista en la que dos jugadores quedaron en fuera de juego. Tan clara fue la situación que los propios jugadores se detuvieron mirando al árbitro, que parece hacer una seña de confirmación de la posición antirreglamentaria. Durante estos segundos de indecisión, Arencibia, sin que nadie le estorbase ni se preocupase por él, mandó flojamente el balón a la red. El árbitro dio el gol por válido, ante la indignación de los madridistas y el júbilo de los athléticos. Y, de esta forma, concluyó el encuentro con victoria colchonera por 2-1.
El miércoles 24 de enero de 1940 (tres días después de lo previsto, ya que el partido se aplazó por la nieve), el Athletic volvió a vencer por 2-1, esta vez como local ante el Racing de Santander. Fue un encuentro muy disputado, en el que el frío jugó en su contra, pero finalmente lograron llevarse los dos puntos. Al borde del descanso, el racinguista Chas marcó un gol que adelantó a los de Santander en el marcador, así que la escuadra colchonera se vio obligada a remontar el resultado en la segunda mitad. Uno de los goles, marcado de cabeza por Elícegui, fue muy alabado por la prensa, que lo calificó como uno de los mejores cabeceadores de la liga nacional.
El domingo de esa misma semana, 27 de enero, se celebró el partido en Sarriá con el que entonces lideraba la tabla clasificatoria: el RCD Español de Barcelona. Era un partido de gran expectación, ya que los madrileños se encontraban solo a dos puntos de catalanes y maños, que ocupaban el primer y segundo puesto. En caso de ganar allí y de que el Zaragoza perdiese en Sevilla, los aviadores se subirían al carro de los líderes.
El encuentro comenzó con cinco minutos de tanteo, antes de que la escuadra españolista se lanzara al ataque. Los blanquiazules proponían un juego más abierto a las bandas, y durante los primeros minutos fueron dueños y señores del partido. En el minuto 7, Llimós lanzó un disparo bombeado entre los tres palos. Mesa, acosado por Gonzalvo, despejó flojo, y el balón cayó a los pies de Mas, que no se lo pensó y mandó el balón al fondo de las redes. Era el 1-0 para los locales. Después de anotar el tanto, el Español siguió dominando y creando jugadas de peligro. A los 13 minutos ya estaba lanzando el tercer córner del partido, que Jorge remató y parecía que iba dentro. Sin embargo, en el último momento, una providencial aparición de Mesa bajo los palos despejó el peligro cuando Tabales estaba vencido. A continuación, un avance del Athletic terminó en córner que Trías, el guardameta españolista, despejó sin dificultad. Durante el saque de esquina, Olivares se lesionó en una colisión y tuvo que ser atendido.
El juego seguía animado y con ventaja para el Español. En el minuto 23, Llimós se sacó un pase largo para Kike, que la recogió en carrera y, sobre la marcha, lanzó un disparo que se coló raso en la meta de Tabales. 2-0. Con este resultado, la delantera catalana pareció darse por satisfecha, y bajó considerablemente la intensidad. A partir de ese momento y hasta el final del partido, no volvió a haber ocasiones claras de gol por parte de ninguno de los dos equipos, jugadas de verdadero peligro o emoción alguna en el encuentro. Los madrileños tenían grandes creadores en el centro del campo que iniciaban preciosas y elaboradas jugadas, sin embargo éstas acababan disolviéndose en la nada cuando el balón se acercaba a la delantera, en gran parte debido al gran trabajo defensivo de los medios locales. Tras 60 minutos de toque carente de emoción en el centro del campo, durante los cuales el Español dejó jugar al Athletic pero no le permitió acercarse a su área, terminó el encuentro con victoria local por 2-0. Este resultado, sumado a la derrota del Zaragoza en Sevilla, dejaba al Español como líder en solitario de la liga. Mientras tanto, el Athletic con 9 puntos se vio superado por muchos equipos, bajando de la tercera posición a la séptima.
El 4 de febrero de 1940 se disputó la décima jornada de Liga, que enfrentó en Chamartín al Athletic Aviación con el Celta de Vigo. Fue un partido poco vistoso, muy rudo, en el que los locales vencieron únicamente por la escasez de calidad y juego de su rival. Los primeros momentos fueron de gran rapidez. El Athletic llevó el peso del juego, y los defensas contrarios se emplearon con rudeza para detener sus embestidas. A los diez minutos, una internada de Bachiller fue detenida por un agarrón, y el árbitro pitó un justo penalti que Enrique mandó fuera. En el minuto 23, un centro de Enrique fue rematado de cabeza por Campos, subiendo el primero al marcador. Con el 1-0 en el marcador finalizó la primera parte. Transcurridos 17 minutos de la segunda mitad, llegó el segundo gol de forma idéntica al primero: Enrique centra y Campos la manda de un cabezazo al fondo de las redes. Los locales continuaron dominando y, en un mal despeje de la defensa del Celta, el balón quedó a los pies de Enrique, que solo tuvo que empujarla para hacer el tercero. En el minuto 25, una arrancada de los gallegos les permitió acercarse a la meta de Tabales. Un pase de Nano lo recogió Toro, remató limpiamente y consiguió el único gol de su equipo. A partir de ese momento, el juego se endureció y muchos jugadores comenzaron a recurrir a la violencia. Tras llegar el minuto 90, el árbitro no se percató de la hora y se jugaron 5 minutos más. Durante este tiempo extrarreglamentario, un corner puesto por Enrique fue rematado por Gabilondo, marcando el cuarto gol de la noche. Las protestas visitantes hicieron que el árbitro se diese cuenta de su error y pitase el final del partido, aunque el gol se dio por válido. El resultado final: 4-1.
La primera vuelta se cerró el 11 de febrero de 1940. En esa fecha, el Athletic viajó a Mestalla para enfrentarse al Valencia. Los chés estaban muy motivados, ya que habían derrotado al pujante líder, el Español. Sin embargo, aquel estadio también traía buenos recuerdos a los madrileños, que allí habían ganado su plaza en Primera División. A los 10 minutos, un pase de Mundo encontró a Poli desmarcado, y éste batió a Tabales con un tiro raso y cruzado. Fue el único gol de la noche. A partir de ese momento, el partido se dividió en dos mitades. Durante la primera de ellas, el Athletic jugó mejor, pero su delantera no pudo marcar ya que, debido a la lesión de Arencibia, les faltaba unión. Más adelante, Arencibia fue movido a la banda izquierda, ocupando su lugar en el eje del ataque Vázquez, pero aun así dominaron los contrarios. Durante la segunda mitad del juego, tras la lesión de Juan Ramón, el Valencia se vio obligado a reorganizar su esquema táctico. A partir de ese momento, se dedicaron a perder tiempo, evitar el avance del juego y, en definitiva, guardar a toda costa el resultado. Así, los atacantes rojiblancos veían con impotencia cómo corrían los minutos sin que pudieran lograr el empate. Al terminar el partido, Zamora protestó airadamente al árbitro porque consideraba que aún no se había cumplido el tiempo reglamentario. Este gesto no agradó a la afición valencianista, y además ya nada se podía hacer. El resultado había sido de 1-0.
El Athletic se mostró muy irregular durante la primera vuelta. Alternaba sensacionales actuaciones en casa con nefastos partidos a domicilio. Así finalizó la primera ronda séptimo, a cuatro puntos del líder, el pujante RCD Español. Sin embargo, al iniciarse la segunda vuelta, el conjunto de Zamora rompió su mala racha fuera de casa al encadenar cinco victorias consecutivas.
La primera de ellas llegó el 18 de febrero, contra el Athletic Club en Chamartín. Durante los primeros minutos se apreció un atisbo de dominio madrileño, pero solo duró hasta que la línea media vasca empezó a entrar en juego y a abrir balones a las bandas. No habían pasado ni 20 minutos cuando Elices envió un centro bombeado, que Unamuno remató de cabeza, adelantando a los visitantes en el marcador. El juego, que hasta entonces había tenido un ritmo muy rápido, decae unos instantes tras el gol. El Athletic Aviación se mostraba lento, facilitando a los leones hacer su juego con tranquilidad. Sin embargo, durante la primera mitad, Oceja cayó lesionado, inutilizando el trío defensivo bilbaíno que hasta el momento lo había estado haciendo muy bien. A falta de tres minutos para que terminase el primer tiempo, Elícegui se sacó un fenomenal disparó que rebotó en el poste. Echevarría, el portero vasco, quedó tendido en el suelo tras la estirada, así que Vázquez solo tuvo que empujarla para marcar el gol del empate. Y con ese marcador marcharon los jugadores al vestuario. Al principio del segundo tiempo, el juego se convirtió en un toma y daca con ocasiones ante ambas porterías. Sin embargo, conforme pasaban los minutos, los aviadores se iban haciendo dueños del partido. A los veinte minutos, un fallo de Oceja fue aprovechado por Enrique para poner uno de sus centros, que remató de cabeza Elícegui y mandó al fondo de las redes. Tras adelantarse en el marcador, el dominio fue totalmente local. Tanto fue así que Echevarría se vio obligado a hacer tres paradas seguidas espectaculares, a tres disparos que iban camino de ser un gol cantado. No tuvo suerte el equipo vasco aquella tarde, ya que Arqueta también cayó lesionado, teniendo que retirarse del terreno de juego y dejando a los leones con diez hombres. En aquellas circunstancias, ya solo les quedaba defender el resultado y evitar la goleada. El partido tenía toda la pinta de acabar con el marcador de 2-1, pero un nuevo cabezazo de Elícegui a falta de 20 segundos para el final puso el tercero en el marcador. La segunda vuelta comenzó bien para el Athletic Aviación, venciendo por 3-1 a su homónimo bilbaíno. Los dos puntos, unidos al resto de resultados de la jornada, sirvieron a los madrileños para escalar un puesto en la clasificación. Ahora se encontraban sextos con 13 puntos (empatados con Hércules y Zaragoza), a 1 punto del Madrid, 2 del Sevilla y 3 del todavía líder Español.
La segunda victoria consecutiva vino el 25 de febrero, en Sevilla contra el Betis. Los béticos eran colistas en la clasificación, y necesitaban urgentemente ganar puntos que los sacaran del pozo, de manera que jugaron con mucha motivación. Aunque los primeros momentos del partido fueron de escaso interés, poco a poco fue el Athletic presionando e imponiendo su juego por alto. A los 20 minutos de partido, se produjo el primer gol en una jugada combinada de Vázquez, Elícegui y Gabilondo. Poco después se lesionó Torres, lo que obligó a reestructurar la delantera rojiblanca. El Betis reaccionó con coraje, lanzándose con todo a por el empate, y rondando con gran peligro la meta de Tabales. Hasta que, finalmente, obtuvo el premio del gol que tanto había buscado. Valera cedió a Paquirri, que hizo lo propio con Cobos, y este último se sacó un tiro raso que entró lamiendo el poste. Continuó el Betis dominando el partido, y tuvo varias ocasiones más clarísimas, sin embargo la delantera no estuvo acertada y falló varios goles cantados. A pocos minutos del descanso reaccionó el Athletic provocando un córner, y llegó el gol de la forma clásica de este equipo: centró Enrique, remató de cabeza Elícegui y se coló el balón en la portería. 1-2 para los madrileños cuando se marcharon al vestuario. En la segunda parte decayó mucho el juego. El Betis trataba de imponerse sin conseguirlo, mientras el Athletic de vez en cuando se sacaba una arrancada por la banda izquierda. Todos los intentos fueron en vano, y el partido finalizó con el mismo marcador del descanso: 1-2. El Athletic, con 15 puntos ahora, subió un puesto más, colocándose quinto. Solo lo superaban el Zaragoza con 15 puntos también, el Madrid con 16, el Sevilla con 17 y el Español con 18.
La victoria por 5-1 al Zaragoza lo aupó hasta la tercera posición, a un punto del Sevilla CF y a tres del todavía líder Español. Empezó dominando el Athletic en el centro contrario, y el juego se desarrollaba casi en su totalidad en terreno del equipo aragonés. Sin embargo, la pareja defensiva del Zaragoza hizo muy bien su trabajo, y las ocasiones no terminaban de llegar a la meta visitante. A los 25 minutos hubo un muy buen centro en el que Inchausti hizo una salida en falso. Campos, muy oportuno, aprovechó la ocasión para rematar, y el meta tuvo que hacer un gran esfuerzo para sacar el balón bajo palos. El árbitro estaba en línea con la jugada y dictaminó que el balón había entrado, 1-0 para los aviadores. Tras el primer gol, los athléticos continuaron dominando el partido, y los zaragozanos empleándose en defensa, con lo que el partido se volvió algo aburrido durante algunos minutos. Fue en el 42 de partido cuando llegó el segundo gol, de nuevo por un fallo defensivo del rival. La defensa despejó en corto y Gabilondo, que estaba muy atento a la jugada, remató de cuchara y marcó el segundo para el conjunto rojiblanco. Con este resultado se marcharon los jugadores a los vestuarios. El segundo tiempo comenzó con una clara ocasión zaragozana que Tabales, sin saber cómo, se encontró en sus manos. Puso el balón en juego y, a los 8 minutos, llegó el clásico gol de la escuadra colchonera: Enrique pone un muy buen centro y Campos remata de cabeza. 3-0. Tras este gol, el Zaragoza reaccionó y reorganizó sus líneas. Tuvo una ocasión clara que Tabales consiguió parar y, en el minuto 22, Ruiz recibió una zancadilla durante una internada, y el árbitro pitó penalti. Lo transformó Antón, marcando el único gol visitante de la noche. Tras ese gol se animó el Zaragoza, pero todos sus intentos de ataque se quedan en nada. A los 32 minutos, en una arrancada del Athletic, Inchausti cayó ante el marco y Elícegui marcó de cabeza el cuarto gol. Parecía que iba a quedarse así el marcador, sin embargo, a falta de 3 minutos para el final del partido, Campos se sacó un disparo imparable y muy bien colocado con la zurda, que hizo el quinto de la noche. La "manita" les valió a los rojiblancos para escalar posiciones en la tabla y consolidarse como serios aspirantes al título.
El 10 de marzo se disputaba un partido crucial para las aspiraciones athléticas al título: tendrían que enfrentarse al Barcelona en Las Corts. Era una jornada muy importante, ya que el primer y segundo clasificado, Sevilla y Español, se enfrentaban entre sí, y una victoria sevillista igualaría mucho las cosas en cabeza y permitiría a los madrileños acercarse al título. Sin embargo, el Barcelona no iba a ser un rival fácil de batir. Era un equipo muy fuerte en casa, y además necesitaba urgentemente los dos puntos para huir de los puestos de descenso. El partido comenzó con un clarísimo dominio rojiblanco. Jugaban como querían ante un impotente Barcelona, y el partido tenía toda la pinta de acabar en goleada visitante. A los siete minutos marcó el Athletic su primer gol, conseguido de cabeza por Elícegui a centro de Vázquez. Continuó jugando relajado, convencido de que a medio gas tenía el triunfo asegurado. Sin embargo, durante los últimos quince minutos del primer tiempo, los jugadores blaugranas despertaron inesperadamente, y se hicieron con el dominio del control y del juego. En varias ocasiones estuvo a punto de llegar el empate, sin embargo la suerte acompañó a los rojiblancos, que se marcharon al descanso con ventaja en el marcador. Al comienzo del segundo tiempo, el juego continuó desarrollándose de la misma forma. El Barcelona dominaba, empujaba y, a base de fuerza y ganas, maniataba el buen juego de los rojiblancos. Así, como era de esperar llegó el empate. El Barcelona sacó un córner que Tabales no fue capaz de atrapar por alto, y Sospedra remató de cabeza al fondo de las redes. Tras el gol, volvieron a cambiar las tornas. Volvieron los fallos y las inseguridades al equipo catalán, y se impuso la clase del equipo colchonero que llegaba otra vez a rondar el marco local, primero tímidamente, más adelante con cierta insistencia. Sin embargo, la defensa blaugrana estaba haciendo su trabajo con gran esfuerzo, y conseguía mantener el empate. El partido se mantuvo igualado hasta que, a falta de un cuarto de hora para el pitido final, un inesperado disparó de Gabilondo, lejano, fuerte y raso; devolvió la ventaja a los visitantes. Parecía que el partido estaba decidido, pero el Barcelona se espoleó con este tanto, volviendo a buscar el empate con ganas y coraje. Sin embargo, les faltó tiempo y no consiguieron marcar el gol que merecían. 1-2 para los rojiblancos. Este resultado, unido a la derrota por 4-0 del Español en Sevilla, dejaba la parte superior de la tabla en una situación muy interesante. Encabezaban la clasificación Sevilla y Español, empatados a 20 puntos. Con 19 les seguía de cerca el Athletic Aviación, y con 18 había quedado el Madrid tras su victoria ante el Celta.
Por otro lado, a su regreso de un partido en Sevilla, el autobús del Español sufrió un accidente del que salieron heridos varios jugadores. El equipo pidió un aplazamiento de su siguiente partido, pero la Federación se lo negó. Las repentinas e inesperadas bajas, unidas al gran mazazo emocional repercutieron negativamente en el juego del equipo, que fue descendiendo puestos hasta acabar la Liga quinto.
En la siguiente jornada, el Athletic Aviación superó por 2-1 al Hércules en Chamartín, completando así su racha de cinco victorias consecutivas que le situarion segundo a un punto del líder, el Español, y uno por encima del tercero, el Sevilla, cuando restaban seis partidos de liga. El partido comenzó con claro dominio rojiblanco, que se adelantó en el marcador a los 15 minutos. Fue mediante un disparo alto al que el portero no llegaba, y que un defensa despejó de puños. El árbitro pitó penalti, y lanzó desde los once metros Enrique. Pérez despejó el balón con una gran estirada, pero la pelota quedó muerta y el delantero solo tuvo que empujarla para hacer el primero. 1-0 a favor de los athléticos. Después del gol los alicantinos reaccionaron, teniendo el control del juego en varias ocasiones. Sin embargo no estuvieron acertados de cara a portería, así que se llegó al descanso con ventaja local en el marcador. En la segunda mitad salió mucho más enchufado el Hércules, dominando todas las facetas del juego. El gol del empate llegó con un centro templado de Aparicio (el del Hércules), que recogió Tatono de cabeza y marcó a placer. 1-1 en el minuto 4 de la segunda parte. Después de obtener el empate, el Hércules reordenó sus líneas y se limitó a defender el resultado, con lo que el Athletic pudo recuperar la posesión. Reaccionó decididamente el equipo rojiblanco, y a los 11 minutos de juego consiguió un corner. Enrique, excelente a la hora de centrar, se dirigió a la esquina. En el área esperaban grandes cabeceadores y uno de ellos, Elícegui, mando el balón al fondo de las redes. 2-1, volvía la ventaja para los locales. El partido fue muy interesante aunque la calidad del juego fuese escasa, y finalmente venció el equipo local, cumpliendo una racha de cinco victorias consecutivas.
El 24 de marzo de 1940 fue el Real Madrid quien frenó la escalada de los rojiblancos, derrotándolos en Chamartín por 2-0. El encuentro comenzó fuerte: apenas habían transcurrido dos minutos de partido y ya cayó el primer gol por parte de los blancos. Tabales salió en falso ante un disparo de Alonso, Alday se aprovechó del rechace y bajo palos solo tuvo que empujarla para mandarla al fondo de la red. 1-0. La reacción rojiblanca fue inmediata, especialmente la labor de Germán, que estuvo fantástico cortando los ataques rivales e iniciando las jugadas. Sin embargo, los delanteros no estaban acertados, y poco a poco el Madrid fue recuperando su juego, llegando a dominar. De esta forma, consiguieron llegar al descanso con ventaja en el marcador. Durante la segunda mitad, los colchoneros jugaron en contra del viento, que imprimía más velocidad a los ataques del Madrid, pero impedía dominar el balón o tejer largas jugadas. Los locales se hicieron dueños y señores del partido, y la única jugada de peligro por parte del Athletic fue una arrancada que Gabilondo no pudo culminar con un disparo, porque Esquivas se le echó a los pies para robarle el balón. En el minuto 14 de la primera mitad, una falta de Machín dio el balón al Real. Lecue ejecutó un saque formidable, raso y desde lejos, que entró por el centro del marco a pesar de la estirada de Tabales. Era el 2-0, que el público aplaudió con una gran ovación. El Athletic volvió a embestir con rápidos ataques, pero siempre se estrellaba contra la cerrada defensa del equipo merengue. Incluso en los últimos compases del partido hubo varias ocasiones de poner el 3-0, pero Tabales las salvó con varias intervenciones de mérito. Cuando el árbitro pitó el final, el marcador indicaba derrota aviadora por dos a cero. El equipo de Zamora descendió a la tercera posición, a un solo punto de Español y Sevilla.
Una semana después, el Athletic Aviación batió en Madrid al Sevilla por 4-2, alzándose así con el liderato. Era un justo premio a la excelente segunda vuelta de la escuadra colchonera, a falta de solo cuatro jornadas para la finalización del campeonato.
En la siguiente jornada, vencieron al colista Racing por 2-0 en Santander, con goles de Vázquez y Elícegui. El partido comenzó con un tempranero arreón de los rojiblancos en el que Elícegui se sacó un tiro fortísimo. Pedrosa hizo la primera parada de mérito del partido, y el conjunto colchonero siguió dominando unos minutos más. Al poco rato tomó el control del partido el Racing, pero se estrellaba continuamente con la defensa visitante y el encuentro llegó al descanso con empate a cero. En la segunda mitad salió más enchufado el Racing, que fue dueño del partido durante los primeros 20 minutos, pero estuvo desacertado de cara al gol. El partido se tornó duro, violento, y hubo algunos conflictos en el área. En el minuto 25, Vázquez se sacó una jugada por la banda. En medio de todo el barullo del área racinguista, se las ingenió para disparar y puso el primero en el marcador. 0-1 a favor de los rojiblancos. Durante un rato el partido fue un asedio a la meta de Pedrosa, que salvó a su equipo en un par de ocasiones. Finalmente, un remate de cabeza de Elícegui dio el gol de la tranquilidad y subió el definitivo 0-2 al marcador con el que los aviadores continuaban siendo líderes una jornada más, a un punto de Sevilla y Real Madrid.
El 14 de abril, superó también por 2-0 al Español en Chamartín gracias a los tantos de Campos y Gabilondo. Los españolistas llegaron a Chamartín muy mermados, con numerosas bajas. Sacaba un equipo plagado de suplentes, con dos debutantes en defensa. Sin embargo, durante la primera mitad, el dominio de los aviadores no fue muy intenso. El equipo visitante se replegó correctamente atrás, y consiguió mantener su meta inmaculada hasta poco antes del descanso. El Athletic tenía confianza pero le faltaba ambición, de manera que su juego carecía de profundidad, y los disparos lejanos que sacaba los detenía de forma soberbia Trías. El primer gol tuvo que llegar en un centro, jugada en la que los rojiblancos eran expertos. Enrique puso un córner perfecto como era habitual en él y Campos, uno de los dos magníficos cabeceadores con los que contaba el equipo, ganó la partida por aire y mandó el balón a la red. Corría el minuto 39, y con el resultado de 1-0 se llegó al descanso. Al regresar al terreno de juego, el Athletic decidió ir definitivamente a por el partido. Embotelló al Español y a los doce minutos fue Campos quien centró, para que Gabilondo cabeceara dentro. Con el 2-0 quedó sentenciado un partido que siguió siendo de dominio rojiblanco hasta que el árbitro pitó el final. A falta de dos partidos para terminar la liga, se encontraban primeros a dos puntos de Sevilla y Madrid, y a cinco de Español y Athletic de Bilbao.
En la penúltima jornada, el conjunto de Zamora cayó por 1-0 en Vigo ante un Celta que luchaba por salvar la categoría. El encuentro causó gran expectación entre el público gallego, que dos horas antes ya había abarrotado el estadio. Contra todo pronóstico, el equipo local comenzó dominando el encuentro, y al poco consiguió marcar su primer gol, único válido de la tarde. Nolete sirvió a Menancio un centro a media altura, el balón fue desviado hacia Agustín y éste empalmó sobre la marcha un remate ante el que Tabales nada pudo hacer. Era el 1-0. Diez minuots después, el Celta marcó otro gol, pero el árbitro lo anuló por una mano previa de Chicha. El Athletic se fue afianzando conforme pasaba el tiempo y tuvo muchas ocasiones, pero no supo transformarlas. Gabilondo estuvo a punto de marcar a remate de un centro de Vázquez, pero el balón salió fuera; Elícegui cabeceó alto un córner puesto a las mil maravillas por Enrique; y el propio Enrique también erró en el disparo cuando se encontraba completamente solo ante el portero. Los rojiblancos dominaban pero no acertaban, y eso les desesperaba. El Celta se dedicaba a aguantar el resultado y dejar pasar los minutos, incluso tuvo una nueva ocasión de peligro en un saque de córner, pero quedó en nada. Con el pitido final, el resultado era de 1-0. Esta derrota cedió el liderato al Sevilla, que le igualaba a 27 puntos pero vencía por el gol-average particular. El Madrid, tercero con 25 puntos, no tenía ninguna opción, ya que no salía favorecido en ningún gol-average. De esa forma, la Liga se decidiría en la última jornada, entre andaluces y madrileños.
El Sevilla visitaba al Hércules en tanto que el Athletic recibía al Valencia en el reformado estadio de Vallecas, con el fin de festejar la liga en su casa. Ni Hércules ni Valencia se jugaban nada puesto que se encontraban en la zona media de la tabla. El 28 de abril de 1940, el estadio de Vallecas se vistió de gala ante la perspectiva de poder ganar la primera Liga de su historia. El partido comenzó con un Athletic enchufado que a los siete minutos anotó su primer tanto. Campos, que estaba llevando la iniciativa del juego en todo momento, inició una jugada en la que todo el equipo se volcó sobre la meta visitante, y fue él mismo quien la culminó con un disparo raso y cruzado que puso el 1-0 en el marcador y arrancó una ovación del público. Las gradas estaban fervientes de pasión y optimismo, y el gol despertó el rugido de todo el estadio de Vallecas. El Athletic siguió presionando arriba y tuvo otra oportunidad de la mano de un disparo de Enrique que, tras golpear en el poste, fue recogido de cabeza por Campos que remató demasiado deprisa y el balón se marchó alto. Poco a poco, el juego athlético fue bajando de intensidad, lo que permitió al Valencia tener un par de ocasiones claras. El resto de la primera mitad fue un emocionante juego de ida y vuelta en el que se sucedían los peligros en ambas metas. Sin embargo, ninguna de las ocasiones llegó a entrar y los jugadores se marcharon a los vestuarios con el 1-0 conseguido por Campos. Al regresar al campo, los jugadores rojiblancos son ovacionados durante varios minutos. El Valencia empieza a lelvar a cabo un juego rudo y violento en el centro del campo, repitiéndose las faltas constantemente. Además, las ocasiones de peligro sobre la meta local se suceden una tras otra en muy poco tiempo. En el momento de mayor intensidad del ataque valencianista, los delanteros rojiblancos se arrancaron en una escapada. Tras una rápida combinación entre Gabilondo y Elícegui, este último se saca un disparo imparable que pone el 2-0 en el marcador. El público responde con una impresionante y larga ovación. Durante el resto del partido, el Athletic pareció desfallecer y el Valencia no perdió nunca la intención de cara a gol, pero las fantásticas intervenciones de Tabales unidas a la falta de puntería impidieron que recortaran distancias, y el pitido final llegó con el 2-0 en el marcador.
Una vez finalizado ese encuentro, toda la atención se centraba en Alicante, donde estaba en juego el título. El Hércules se puso por delante en el marcador, aunque no tardó en empatar el Sevilla. De nuevo el conjunto local anotó y obtuvo ventaja en el marcador, pero le duró poco. Ambos equipos se marcharon al descanso con empate a dos, un resultado suficiente pero que dejaba intranquilos a los atléticos. No les faltaba razón, ya que en la Segunda Parte, el Sevilla marcó el 2-3, y la Liga se acercaba a sus manos. Sin embargo, a falta de 16 minutos, Vilanova, delantero del Hércules, marcó su tercer gol de la tarde que igualaba el choque. De ahí al final del partido, el encuentro fue de infarto. El conjunto andaluz se lanzó desesperadamente al ataque, sin embargo Pérez, el portero herculino, los frenó con varias paradas de mérito. Concluyó el encuentro con empate a tres tantos, y rápidamente la noticia llegó por teléfono a Vallecas, donde el Athletic Aviación celebró su primera liga en 37 años de historia. Además, Tabales acabó como portero menos goleado de la competición.
El 8 de mayo de 1940, el general José Moscardo, presidente del Consejo General de Deportes, entregó la Copa de la Liga a Mesa, capitán rojiblanco. El Athletic Aviación se alzaba como el club más popular y admirado de la capital, ensombreciendo a su eterno rival el Real Madrid con sus triunfos tanto deportivos como institucionales.

##### Clasificación final
| Pos | Equipo                 | J  | G  | E | P  | GF | GC | DG  | Ptos |
| --- | ---------------------- | -- | -- | - | -- | -- | -- | --- | ---- |
| 1   | Athletic Aviación Club | 22 | 14 | 1 | 7  | 43 | 29 | 14  | 29   |
| 2   | Sevilla FC             | 22 | 11 | 6 | 5  | 60 | 44 | 16  | 28   |
| 3   | Athletic Club          | 22 | 11 | 4 | 7  | 57 | 44 | 13  | 26   |
| 4   | Madrid FC              | 22 | 12 | 1 | 9  | 47 | 35 | 12  | 25   |
| 5   | CD Español             | 22 | 11 | 2 | 9  | 43 | 43 | 0   | 24   |
| 6   | Hércules FC            | 22 | 9  | 5 | 8  | 41 | 34 | 7   | 23   |
| 7   | Zaragoza FC            | 22 | 7  | 7 | 8  | 30 | 40 | -10 | 21   |
| 8   | Valencia FC            | 22 | 9  | 3 | 10 | 40 | 36 | -4  | 21   |
| 9   | FC Barcelona           | 22 | 8  | 3 | 11 | 32 | 38 | -6  | 19   |
| 10  | Club Celta             | 22 | 9  | 1 | 12 | 45 | 50 | -5  | 19   |
| 11  | Betis Balompié         | 22 | 6  | 4 | 12 | 26 | 51 | -22 | 16   |
| 12  | Racing Club Santander  | 22 | 6  | 1 | 15 | 37 | 57 | -20 | 13   |

|  | Clasificado para la promoción de permanencia en Primera División |
|  | Descenso a Segunda División                                      |

##### Alineación
| - Tabales - Mesa - Aparicio - Urquiri - Germán - Machín - Enrique - Gabilondo - Elícegui - Campos - Vázquez - Ent: Ricardo Zamora |  | Tabales Aparicio Mesa Machín Germán Urquiri Campos Elícegui Gabilondo Vázquez Enrique |
| Tabales Aparicio Mesa Machín Germán Urquiri Campos Elícegui Gabilondo Vázquez Enrique                                             |  |                                                                                       |

#### Copa del Generalísimo
Tras la emocionante victoria liguera, el Athletic Aviación afrontó la Copa con la esperanza de conseguir un nuevo título. Sin embargo, aquella competición llevaba muchos años resistiéndosele.

##### Octavos de final
Como campeón de liga estuvo exento de los dieciseisavos de final, así que accedió directamente a octavos. Su rival fue el Real Zaragoza, séptimo en Primera División que venía de eliminar al Baracaldo. En la ida, el 23 de mayo de 1940, el Zaragoza consiguió llevarse un empate a cero de Vallecas. Empezó atacando el Athletic por el ala de Vázquez, y estuvo a punto de marcar en un disparo lejano que salvó Uriarte. Inmediatamente después contraatacó el Zaragoza creando constantes peligros y haciéndose poco a poco con el control del partido. Después de varios minutos volvió a atacar el Athletic y tuvo un par de ocasiones en las botas de Campos y Escudero. Durante la segunda mitad, los rojiblancos jugaron con gran desacierto y sin llegar a meterse en el partido. Los de Aragón controlaron el juego en todo momento, y si no llegaron a marcar fue por las meritorias intervenciones de Tabales. La línea de medios athlética naufragaba continuamente, y la pareja de defensas debía emplearse a fondo para aguantar las embestidas del Zaragoza. Sin embargo, aún tuvo una última oportunidad la escuadra colchonera. En los últimos instantes del encuentro, Gabilondo falló incomprensiblemente un remate de cabeza. Finalizó el partido con un empate a cero que dejaba la vuelta completamente abierta.
En el encuentro de vuelta, tres días más tarde, se finalizó con un nuevo empate, esta vez a dos goles. Empezó como terminó el encuentro anterior: dominando el Zaragoza en la línea de medios, con unos acertadísimos delanteros, y llevando el peso del juego el todo momento. A los diez minutos, sin embargo, tras una dura entrada de Mesa resultó lesionado Antón, que tuvo que retirarse del terreno de juego. El equipo rojiblanco aprovechó la breve confusión de los locales tras la salida de su delantero para lanzarse al ataque y marcar el primer gol del encuentro. Elícegui se sacó un tiro magnífico a pase de Vázquez, y puso el 0-1 en el marcador. Enseguida regresó Antón a su puesto, aunque cojeando, y el Zaragoza recuperó de nuevo el control del encuentro. El propio Antón dio un pase que recogió Ruiz y centró, llegando Bilbao al remate y poniendo las tablas en el electrónico. El segundo tanto del Zaragoza fue precioso: Soladrero pasó a Amestoy, que hizo una pared con Ruiz y después se la dejó a Antón, que la empalmó y la mandó al fondo de las redes. Con este resultado de 2-1 finalizó el primer tiempo. En la segunda parte, el Athletic mejoró notablemente su juego. Germán se hizo con el centro del campo y empujó a los delanteros en numerosas ocasiones de peligro, una de las cuales finalizó en gol. Un centro de Vázquez lo recogió Arencibia, y a la media vuelta se sacó un disparo imparable que retornó las tablas al marcador. El Zaragoza reaccionó y logró nivelar el juego, pero el control no era tan abrumador como al principio, y las escapadas del Athletic llevaban un gran peligro. Antón, inutilizado, tiene que pasar a extremo izquierda, y el once zaragonzano debió reajustarse. La última oportunidad local llegó en un avance de toda la línea que remató Primo con Tabales ya batido, pero un oportunísimo Mesa la sacó casi bajo palos, desviándola a córner. Finalizó el encuentro con empate a dos.
Este resultado forzó un partido de desempate en campo neutral. Se jugó el 28 de mayo en Las Corts, y el once maño superó por 4-2 a los madrileños, que se apearon de la Copa en el primer asalto. Los primeros minutos del encuentro fueron un auténtico despliegue de buen juego y calidad por parte de los campeones de Liga, teniendo que intervenir Inchausti en varias ocasiones. Sin embargo, en la primera reacción del Zaragoza llegó el primer gol. Un magnífico pase de Soladero a Primo, y un centro preciso de éste que remató Olivares. Tabales despejó muy forzado y Ruiz, atento, supo llegar al rechace y mandarla dentro del arco cuando solo habían transcurrido once minutos de juego. En el treinta y tres, Olivares aumentó la ventaja zaragocista con un tiro extraordinario, gracias en parte a la indecisión de la zaga rojiblanca a la hora de entrarle. Gabilondo se lesionó a los 41 minutos, y a los 42 llegó el tercer gol de los aragoneses. Ruiz puso un centro raso y Olivares, aprovechándose de la falta de compenetración entre Aparicio y Machín, metió el pie entre ambos para empujar el balón a la red. Con el 3-0 finalizó la primera parte, y poco después de comenzar la segunda llegó el cuarto. Olivares de nuevo, en una jugada individual por el centro, dio un preciso pase a Primo, que lanzó un fuerte disparó a media altura que Tabales no fue capaz de atajar por lanzarse demasiado tarde. 4-0, el resultado parecía contundente. Sin embargo, a partir de ese momento el dominio del Athletic fue mucho más constante, y en el minuto 20 de la segunda mitad le llegó su justo premio en forma de gol. En un saque de córner, Escudero pasó a Campos, que cedió a Elícegui quien, a diferencia de en otras ocasiones, no se entretuvo y disparó a puerta. 4-1, y el Athletic no le perdía la cara al partido en ningún momento. Faltando once minutos para finalizar el encuentro llegó la última ocasión para el Zaragoza. Machín fue expulsado por agredir con un puñetazo a un contrario, y al producirse la agresión dentro del área de Tabales, el árbitro pitó el correspondiente penalti. Deva desaprovechó la oportunidad mandando el tiro a las gradas. Y cuando ya parecía que el marcador no iba a moverse más, en el minuto 88 Campos lanzó una espléndida falta que superó la barrera y entró a portería tras estrellarse en el poste. Finalizó de este modo el encuentro con un 4-2 que clasificaba al Zaragoza contra todo pronóstico.
Así, de una forma no muy brillante se cerró la mejor temporada en la historia del club hasta el momento.

### Temporada 1940 / 1941: La segunda Liga consecutiva
Para esta nueva campaña trató de mantenerse el bloque que consiguió la liga el año anterior, salvo algunas excepciones. Abandonaron el club: Elícegui, fichado por el Deportivo de la Coruña; Alejandro, camino del Salamanca; Bracero, que se marchó al Real Madrid; Bachiller, cuyo nuevo club fue el Granada; Torres, Buiría, Almendáriz y Basdilla. El traspaso más destacable fue la marcha de Elícegui al Deportivo de la Coruña, por 25.000 pesetas. Fue una venta muy beneficiosa para el club, que además cubrió su hueco con Pruden, un jugador cuyo potencial fue descubierto por Ricardo Zamora cuando jugaba en el Salamanca durante el Campeonato Regional Castellano del año anterior. Además, el club se reforzó con el extremo derecho Manín (Racing de Santander), el delantero Muñoz y el centrocampista Colón (Imperio), el guardameta Benavent (Tarrasa) y el punta Cárdenas.
De esta forma, la plantilla colchonera de cara a la nueva temporada quedó conformada por:
Guillermo, Tabales, Benavent, Cobo, Mesa, Aparicio, Urquiri, Germán, Machín, Juan, Escudero, Gabilondo, Cárdenas, Enrique, Manín, Nico, Arencibia, Pruden, Campos, Vázquez, Colón, Muñoz, Rubio y Blanco.
El once tipo del Athletic Aviación era: Tabales; Mesa, Aparicio; Gabilondo, Germán, Machín; Manín, Arencibia, Pruden, Campos y Vázquez. Además, jugaron como guardametas Guillermo y Benavent; Cobo como defensa; Urquiri, Juan Escudero y Colón en el medio campo; y Enrique, Rubio y Muñoz en la delantera.

#### Copa de Campeones
Aquel año, el club debió afrontar una nueva competición creada en el fútbol español: la Copa de Campeones. Precedente de la actual Supercopa de España, enfrentaba al campeón de liga con el campeón de la Copa del Generalísimo, en una final a doble partido. En la ida, el 1 de septiembre de 1940, el Athletic Aviación empató a tres goles con el RCD Español de Barcelona en Sarriá. Empezaron dominando el encuentro los blanquiazules, y a los once minutos Ara inició el ataque con pase a Oliva, éste puso un centro que recogió Gonzalvo y sirvió el balón para que Martínez disparara a gol. 1-0 para los locales. El Español, que venía controlando el partido, se vio sorprendido por la enérgica reacción de los rojiblancos, que rondaron el empate hasta conseguirlo en el minuto 27. Un precioso centro raso de Vázquez lo empalmó Muñoz, con tal ajuste que el balón chocó contra el poste antes de entrar a besar la red. A partir de ese momento, la escuadra colchonera se animó y, aunque la defensa españolista se afanó en intentar frenarlos, nada pudo hacer ante un centro corto de Enrique que el guardameta no llegó a alcanzar, y que acabó en los pies de Muñoz que lo tuvo todo a favor para hacer el segundo. Corría el minuto 33 y el marcador era de 1-2. Sin embargo, no se quedó de brazos cruzados el Español y su juego mejoró notablemente. Una falta por mano de Machín en el centro del campo la ejecutó Arasa. A pesar de la distancia, tiró a puerta, y se ocasionó un pequeño barullo en el área que finalizó el pie de Mas colando el balón en la meta de Guillermo. Se marcharon los jugadores al vestuario con el empate a dos, y a su regreso el juego perdió intensidad, aunque aún se registraron varias jugadas brillantes frente a ambas metas. A los 21 minutos de la segunda parte, Mas colgó un centro al área tan preciso que simplemente la colocación de Martínez fue suficiente para que el balón se colara en la portería, adelantando de nuevo al equipo blanquiazul. El definitivo 3-3 lo puso Campos en un saque de falta a larga distancia, que quitó las telarañas de la escuadra.
En la vuelta, el 15 de septiembre, el Español se vio arrasado por el conjunto colchonero, que venció de forma contundente por 7-1 en el estadio de Vallecas. El partido comenzó dividido, con dominio de ambos equipos, aunque el único que generaba ocasiones de verdadero peligro fue el Athletic. En una de ellas, poco después de los 20 minutos de juego, Pruden remató un centro de Vázquez e hizo el primer tanto del encuentro. Sin embargo, nada más sacar de centro, el Español reaccionó y anotó su único gol del encuentro, aprovechando un fallo defensivo de Mesa. Tres minuto más tarde, en un córner sacado por Vázquez, Arencibia llegó al remate y devolvió la ventaja a los rojiblancos. El partido se presentaba trepidante, con alternativas para uno y otro equipo. No habían pasado ni dos minutos cuando Pruden, aprovechando un error de la zaga españolista, hizo el tercero. Hasta el descanso, el dominio fue del Athletic, que se marchó 3-1 a la caseta. Al comenzar la segunda mitad, el equipo catalán cambió de guardameta para poder así reforzar su juego defensivo. Sin embargo, de nada les sirvió, ya que en un saque de córner, Vázquez recogió el balón y se lo dio a Campos para que rematara al fondo de la red, todo esto sin que el portero se enterase de nada. Pareció entonces que el Español reaccionaba y un fuerte disparó de Oliva por poco no se trasnsformó en gol, sin embargo el Athletic volvió al ataque y fue dueño absoluto de la bola hasta el pitido final. El quinto llegó pasados 31 minutos de la segunda parte, cuando Campos lanzó un fuerte tiro que se coló por debajo de Salas, el guardameta catalán. Aún no se habían repuesto los catalanes del susto cuando, de nuevo Campos, remató un centro de Rubio desde la derecha y lo metió en la portería sin que el portero supiera lo que estaba sucediendo. El séptimo gol, que cerró el marcador, salió de las botas de Pruden al empalmar sobre la marcha otro buen centro de Rubio. Aún tuvo un par de ocasiones más el Athletic, que no convirtió por falta de interés.
La entidad rojiblanca conquistaba un nuevo trofeo continuando así con su línea de éxitos deportivos.

#### Campeonato Nacional de Liga
El Athletic Aviación partía como principal favorito para el Campeonato de Liga. Como alternativas destacaban el Valencia, el Sevilla, el Athletic Club y el Barcelona. Aquel año, los equipos de Primera y Segunda división no participaron en los Campeonatos Regionales, así que tras un par de meses de parón en el que se disputaron varios partidos amistosos, arrancó el campeonato liguero.
La primera jornada fue el 29 de septiembre, y el Athletic ratificó su condición de máximo aspirante con una victoria ante el Celta de Vigo por 5-4 en Vallecas, tras ir perdiendo por 4-1 en el minuto 60. El encuentro comenzó con un gol del Celta de córner, marcado por Del Pino al rematar limpiamente de cabeza. Tras una exhibición de juego por la banda derecha, un disparo cruzado de Agustín volvió a colarse en la meta rojiblanca, poniendo el 0-2 para el Celta en el minuto 11. En ese momento, el Athletic pareció reaccionar, pero la pegada de sus delanteros no fue suficiente para conseguir el premio del gol, y a los 31 minutos Agustín cruzó de nuevo un balón, esta vez desde muy lejos, que sorprendió al meta Guillermo e hizo el tercero para los gallegos. Fue a partir de aquel momento cuando el Athletic empezó a tomarse realmente en serio el encuentro, y desde entonces hasta el descanso fue dominador absoluto del juego, consiguiendo Campos recortar distancias con un gol de cabeza a pase de Vázquez. Parecía que el encuentro iba a empezar a nivelarse, pero nada más comenzar la segunda mitad, el interior izquierda del Celta arrebató a Arencibia el balón, se la pasó al delantero centro que se encontraba ligeramente adelantado, y éste arrancó a todo gas, sorteó a Cobo y puso el 1-4 en el marcador. Como si no fuera poca desgracia semejante resultado adverso, Germán se lesionó de la rodilla, y tuvo que posicionarse en el medio ala, pasando Escudero al centro del campo en una reestructuración improvisada del equipo. Sin embargo, el Athletic no se echó atrás y siguió jugando con fuerza e intensidad. Gracias a ello llegó el segundo gol, también obra de Campos, en el minuto 60 tras rematar un saque de esquina. 2-4 para el conjunto local, que se vino arriba en busca del partido. La línea media del Celta quedó totalmente inutilizada, y los rojiblancos se hicieron dueños del partido. A los pocos minutos del gol de Campos, Pruden consiguió de cabeza el tercer tanto para los colchoneros, que se acercaban peligrosamente a la remontada. La emoción crecía por momentos, y un Athletic con más corazón que cabeza buscaba el empate por todos los medios. Al final, Campos se aprovechó de un lío en el área para igualar el marcador. 4-4 a falta de cinco minutos para la finalización del encuentro. Cuando solo eran 120 segundos los que restaban para el pitido final, de nuevo Campos marcó su cuarto de la noche, culminando así una remontada heroica. 5-4 para el Athletic Aviación, que comenzaba con victoria el campeonato liguero.
Después, los colchoneros empataron en Murcia descolgándose pronto del grupo de líderes. El partido comenzó con un claro dominio Athlético, en un terreno en muy mal estado que perjudicaba a ambos equipos. Sin embargo, el Murcia se rehízo pronto y comenzó a apretar en la medular, donde los rojiblancos notaban mucho la ausencia de Germán. A pesar de eso, los delanteros del Murcia estuvieron fallones, y ambos equipos marcharon al descanso sin haber marcado ni recibido un solo gol. Al comienzo de la segund aparte, hubo 10 minutos de absoluto dominio murciano, en los que solo la mala suerte impidió que se adelantaran en el marcador. Pareció que reaccionaba el Athletic, pero pronto volvieron los locales a crear situaciones de peligro. Llevaban transcurridos treinta minutos de la segunda mitad cuando el Athletic se adelantó en el marcador, justo en el momento en que el defensa Oro se había retirado del terreno de juego para ser atendido por los servicios médicos por una herida en la ceja. El gol lo marcó Pruden tras una gran internada de Campos. Empezó a dominar entonces el Athletic, y fue cuando más controlado tenían los rojiblancos el partido cuando el Murcia puso el empate en el marcador tras un error en cadena de la zaga rojiblanca. El conjunto local hizo una excelente arrancada, Tabales salió en falso, Aparicio se cruzó mal y Escudero marcó el gol en propia puerta. Todavía tuvo una más el Murcia, pero una excelente parada de Tabales rescató un punto para el conjunto colchonero.
Una semana después, vencieron por 3-1 en el derbi madrileño. El campo estaba completamente encharcado y dificultaba mucho el juego raso. Los balones aéreos también eran difíciles dado el peso de la pelota, y las botas no habían sido correctamente elegidas para el terreno blanco y húmedo, por lo que los jugadores no dejaban de caer al suelo y el juego se hizo tosco y poco fluido. Se adelantó en el marcador el Madrid mediante un disparo desde lejos de Ipiña a los 34 minutos, que a Tabales se le escapó de las manos por lo resbaladizo del balón. Hasta el momento, los visitantes habían mostrado más garra y aplomo que los locales, pero eso no impidió que, al filo del descanso, una cesió de Arencibia a Pruden tras un gran pase de Enrique, la empalmara el delantero centro directamente a las mallas. De esta forma, los jugadores marchaban a la caseta con 1-1 en los cartones. En la segunda mitad, las tornas cambiaron totalmente. El dominio del Athletic fue absoluto, mientras que el Madrid parecía cansado, desfondado y desganado. Los delanteros rojiblancos superaban con facilidad a la defensa rojiblanca y, tras un cambio de juego de Arencibia, Enrique pudo centrar y Pruden la empalmó directamente a portería. 2-1 para los colchoneros con 25 minutos de partido por delante. Hubo varias ocasiones claras del Athletic, pero no fue hasta el minuto 85 cuando Pruden consiguió rematar un corner y completar su triplete que daba la victoria a los locales. El Madrid había desaparecido del terreno de juego hacía ya bastante rato. Con esta victoria, el Athletic sumaba cinco puntos que lo aupaban hasta la segunda posición, a solo uno del líder: el Sevilla.
Durante la cuarta jornada, el 20 de octubre, el Athletic Aviación goleó al que había sido su homólogo bilbaíno, el Athletic Club, por 5-0 en San Mamés, con cuatro tantos de Pruden y uno de Vázquez. Empezó el partido con gol de Vázquez, rematando un córner sacado por Gabilondo. El dominio del balón estuvo bastante igualado durante toda la primera mitad, aunque la balanza se inclinó del lado visitante debido a la falta de pegada de los bilbaínos. A falta de cinco minutos para el descanso, un centro de Enrique fue aprovechado por Pruden, que hizo el segundo. Debido a la lesión de Gabilondo, el Athletic tuvo que salir a la segunda parte con diez futbolistas, pero aquello no le impidió ser el absoluto dominador del centro del campo, imprimendo gran intensidad a su juego. A los ocho minutos, un balón de Vázquez rebotó en Echebarría y Pruden aprovechó para hacer el tercero. Fue el propio Pruden el que remató de cabeza un córner sacado por Vázquez, poniendo un contundente 0-4. No fue el último. A los 41 minutos, a la media vuelta y con un fuerte disparo raso, marcó su cuarto de la noche y el quinto para la escuadra colchonera. Con este resultado de 0-5, los rojiblancos igualaron a puntos al Sevilla, que encabezaba la tabla con 7 puntos y había empatado en Balaídos.
A continuación, el equipo madrileño empató con el FC Barcelona en Madrid. El encuentro comenzó con ocasiones de peligro para ambos equipos. El Barcelona ponía el entusiasmo y la motivación, mientras que el Athletic aportaba el toque y el buen juego. A los once minutos, Arencibia remató de cabeza a media altura un centro de Vázquez, estrenando el marcador con 1-0 para los madrileños. Mediando el primer tiempo, Bravo, desde lejos, lanzó con fuerza y Tabales no fue capaz de blocar el tiro, llegando de esta manera el empate. Hubo un gol más antes del descanso. Vázquez dispara a puerta tras una excelente internada y, cuando parecía que el balón estaba completamente detenido, se coló dentro. A los seis minutos desde la reanudación, Pruden empalma en carrera un centro de Enrique, y aumenta las distancias, ovacionado por la grada. Al rematar Campos un magnífico pase de Vázquez, llegó el cuarto, y el público satisfecho esperaba la goleada. Aunque el Barcelona intentó reaccionar, el Athletic fue dueño y señor del partido, y solo en un saque de córner rematado por Vergara pudieron recortar distancias. La grada no le dio gran importancia al tanto, ya que el partido parecía controlado y sentenciado a falta de diez minutos para el final. Sin embargo, dos minutos más tarde, un centro de Sospedra fue rematado magistralmente por Martín, calentando el ambiente y animando los minutos finales. A falta de cinco minutos para terminar, Martín, de nuevo de cabeza, remató un córner y puso las tablas en el marcador, ante el estupor de la afición rojiblanca, que ya se veía vencedora del duelo. Finalizó el encuentro con un resultado de 4-4, que permitía al Sevilla alzarse como líder en solitario con 9 puntos tras su victoria ante el Zaragoza. Además, el Madrid se acercaba peligrosamente desde la tercera posición con 7 puntos, solo uno menos que el Athletic.
Perdió frente al Valencia en Mestalla en la sexta jornada de liga. Durante la primera mitad, el partido fue emocionante y ambos equipos buscaban con ímpetu la victoria, sin embargo la medular del Valencia fue más hábil que la colchonera, a pesar del regreso de Germán tras su lesión. A los 20 minutos de juego, tras varias intervenciones de Tabales y algunos despejes de la defensa, Mundo se hizo con el balón y puso el 1-0 para los locales. A los dos minutos, un error del guardameta valenciano propició el gol del empate. El balón se le cayó de las manos a los pies de Pruden, que solo tuvo que empujarla. Aún no le había dado tiempo a la grada a asimilarlo cuando de nuevo se adelantó el Valencia en el marcador. Fue gracias a un pase largo de Mundo que recogió Epi tras una internada, desbordó a Aparicio y disparó con fuerza a la meta de Tabales. Al poco de comenzar el primer tiempo, Mundo puso el definitivo 3-1 en el marcador con un disparo cruzado. Llegado el minuto 15, Iturraspe sufrió una lesión que obligó al conjunto local a reordenarse sobre el campo, por lo que abandonó el ataque y se dedicó exclusivamente a labores defensivas. El partido se volvió tosco, feo para el espectador y aburrido. Concluyó con victoria por parte de los valencianistas, ante un Athletic que había defraudado mucho a sus seguidores. Así, tras seis partidos, el Sevilla y el Madrid encabezaban la tabla clasificatoria empatados a 9 puntos. En tercera posición se encontraba el Athletic Aviación, con 8.
El domingo 10 de noviembre de 1940 se jugó el encuentro contra el Zaragoza, en el estadio de Vallecas. El Zaragoza comenzó jugando veloz, bien plantado en el campo y dando en todo momento sensación de peligro. El Athletic, por otro lado, tenía un juego más desordenado y precipitado, pero la calidad de sus jugadores les bastó para generar algunas ocasiones de gol. El primer tanto del partido fue, sin embargo, para el Zaragoza. En una escapada, Villanova se acomodó el balón y chutó al ángulo superior del arco sin que Tabales se enterase de nada. La presión del equipo visitante estaba siendo muy buena, y dominaba en todos los aspectos del juego, pero cuando nadie lo esperaba Vázquez se escapó de la presión defensiva, dio un pase medido a Campos y éste disparó a gol. Valero, el guardameta zaragozano, blocó la bola sin dificultad, pero por querer adornarse demasiado cayó en mala postura y se rompió la clavícula, dejando al Zaragoza con un hombre menos y Ramos como improvisado portero. A los 30 minutos de juego, Vázquez recogió un balón que casi se escapaba por la línea de fondo, y repitió la misma jugada: entrega a Campos con precisión y el delantero remata plácidamente a las mallas. 1-1. El segundo tiempo comenzó con la anulación de un gol al Zaragoza por fuera de juego, y 4 minutos después un cabezazo de Arencibia al fondo de las mallas culminó la remontada para los rojiblancos. A los 23 minutos, en un choque de Tabales con Ruiz, el maño resultó lesionado, quedándose el Zaragoza con 9 jugadores y desventaja en el marcador. A falta de 5 minutos para el final, Pruden cerró el marcador con un potente tiro raso. 3-1 para el Athletic Aviación. Tras la derrota del Madrid ante el Murcia, el Athletic quedaba como segundo clasificado con 10 puntos, a 1 del Sevilla que encabezaba la tabla.
Una jornada más tarde, el Athletic viajó a Bardín para enfrentarse al Hércules. El partido comenzó con algunas ocasiones de peligro por parte de los visitantes, que el Hércules contuvo a duras penas a base de replegarse y jugar a la defensiva. Se anuló un gol al conjunto colchonero, y a partir de ese momento los locales empezaron a buscar el partido y a ocasionar algunas escapadas. En una de esas, a los 10 minutos, Belmar recogió un pase esquinado de un compañero y puso el 1-0. Dos minutos más tarde, el Athletic Aviación consiguió el empate mediante un tiro flojo que Pérez no pudo detener. Pasada la media hora de partido, un excelente tiro de Enrique se convirtió en el segundo gol para su equipo. Al filo del descanso, dos goles seguidos de López Herranz y Tatono devolvieron las tablas al marcador. Desde ese momento y hasta el final, el dominio del partido fue total y absolutamente rojiblanco, y a falta de 4 minutos para terminarar el encuentro Arencibia hizo de cabeza el definitivo 3-3. Athletic Aviación, Sevilla, Real Madrid y Español lideraban la tabla con 11 puntos.
El 24 de noviembre de 1940 se jugaba un partido trascendental. El Athletic Aviación viajaba a Nervión para jugar contra un rival directo por el título: el Sevilla CF. Fue un partido intenso y entretenido, de gran calidad y emoción, que enfrentaba a dos de los mejores equipos del país en aquella época. Ya la pasada campaña se disputaron el campeonato de Liga hasta la última jornada. Tras 20 minutos de buen juego y algunas situaciones de peligro para ambos equipos, llegó el gol del Sevilla. Campanal recogió el balón en una posición difícil y disparó. Tabales consiguió despejar, pero no blocar, y el balón le cayó a Raimundo, que de cabeza marcó el primer tanto del partido. Tras el gol, el Athletic se vino abajo y el Sevilla se hizo dueño del encuentro. Rondó constantemente la meta de Tabales, y a la media hora de juego le fue anulado un gol de Pepillo. Antes de terminar el primer tiempo, sin embargo, tuvieron los rojiblancos una clara oportunidad que desperdició, solo ante la puerta vacía del equipo rival. Este mazazo psicológico se notó en la segunda parte, en la que el Sevilla volvió a atacar con intensidad, y los rojiblancos se encontraron encerrados en su campo. En uno de sus pocos acercamientos a la meta andaluza, la defensa rival hizo una falta al borde del área. Enrique la tiró con maestría y Pruden remató sin oposición para igualar el partido. Justo a partir de ese momento, ambos equipos comenzaron a perder los nervios y el juego se endureción, resultando lesionados Torrontesui y Mesa. A falta de pocos minutos para el final, la escuadra colchonera pareció firmar el empate y se encerró atrás a defender. Tuvo mucha suerte, ya que un disparo de Raimundo sobre la bocina podría haber sido gol de no estrellarse en el pecho de Gabilondo. 1-1, empate que mantenía líder al Sevilla por el goal-average general, empatado a 12 puntos con el Athletic Aviación. Con un punto menos se encontraban Madrid, Athletic de Bilbao y Español.
El siguiente partido también fue fundamental para la entidad madrileña. Jugaban en casa contra el RCD Español, equipo campeón de Copa que venía de hacer unas muy buenas temporadas, y era claro aspirante a todos los títulos. Empezó el juego por el centro, con una gran labor defensiva por parte de los medios madrileños, hasta que un oportuno pase de Arencibia buscó a Campos, y obligó a Rovira a despejar contundentemente. Campos y Pruden tuvieron dos excepcionales oportunidades, solos ante la portería, pero un inconmensurable Teruel pudo intervenir en el último momento salvando dos tantos casi cantados. El juego se fue haciendo de dominio alterno, con acercamientos al área por parte de ambos equipos, y un par de córners en contra del Español a los que el Athletic no pudo sacar provecho. A los 25 minutos, una excelente combinación de Arencibia y Manín terminó en un pase de este último que Llimós no acertó a cortar y llegó perfecto para que Pruden disparara, haciendo inútil la estirada del arquero. Era el primero del partido para los rojiblancos. Reaccionó entonces el Español y salió a buscar el empate, combinando bien y dando sensación de peligro en las jugadas a balón parado. El empate lo consiguió Jorge que, tras un par de regates, lanzó un disparo a media altura que se coló en la meta de Tabales. 1-1 y el encuentro se ponía cada vez más emocionante. Nada más comenzar el segundo tiempo, los locales salieron decididos a deshacer el empate. El segundo gol rojiblanco llegó a los 8 minutos, cuando Manín aprovechó un fallo de Teruel para batir a Trías por bajo. Cinco minutos más tarde, una zancadilla de Elías derriba a Arencibia, provocando una falta peligrosa. Pruden consiguió rematar acompañando un poco el disparo con las manos sin que el árbitro lo viera, por lo que el 1-3 subió al marcador. Los aficionados del Español protestaron por la jugada, pero aún más cuando el árbitro anuló precipitadamente un gol a Mas por considerarlo en fuera de juego. El cuarto gol athlético llegó por culpa de un fallo en la línea media catalana. Vázquez encontró la defensa abierta y avanzó con comodidad hacia Trías, que se lanzó a sus pies y consiguió despejar el balón con las manos. La pelota quedó suelta y, con el guardameta ya batido, Vázquez la mandó a la red. El resultado parecía contundente, sin embargo al Español aún le quedaba mucha guerra que dar. En una jugada de admirable entusiasmo, Jorge sacudió toda la modorra al Español enviando un pase magnífico a Ara, que burló a Machín y sirvió un balón bajo que la defensa no acertó a detener. Jorge acudió raudo a recibir el pase, sorteó a Aparicio y marcó el segundo gol españolista, levantando a los aficionados catalanes que se encontraban en sus asientos y provocando su ovación. Parecía que dominaba el Athletic, pero en una escapada de Gonzalvo consiguió sacar un centro que Tabales no acertó a atrapar, dejando a Chas que lo incruste en la red. Con el 4-3, el encuentro cambió radicalmente. El Español se vino arriba confiando en la remontada, y el juego del Athletic se volvió nervioso e impreciso. Sin embargo, la suerte estuvo del lado de los colchoneros, que en un zarpazo consiguieron sentenciar el partido. Fue tras el lanzamiento de una falta, Campos recogió el balón y remató a la media vuelta, poniendo el definitivo 5-3 en el marcador. Aún tuvo una más el Athletic cuando, a falta de pocos minutos para el final, el árbitro pitó un penalti a favor de los locales. Gabilondo mandó el balón alto y fuera, pero aun así el encuentro terminó con victoria rojiblanca. Tras esta jornada, el Sevilla continuaba en la primera posición empatado a puntos con los colchoneros tras su victoria contra el Athletic de Bilbao, y a tres puntos se encontraban Real Madrid, Barcelona (que se incorporó a la persecución tras vencer al Madrid por 3 a 0), Athletic de Bilbao y Español. La lucha por el título estaba que echaba humo.
Esa misma jornada, terminó la sanción de Ricardo Zamora, que pudo regresar a los entrenamientos. La noticia fue recibida con gran júbilo por la prensa y, cómo no, por la afición athlética. En su regreso a los banquillos durante la 11.ª jornada de liga, recibió una calurosa ovación por parte del público. El partido fue contra el Oviedo en Buenavista, y se perdió por 4-3. El Oviedo comenzó dominando desde el inicio, y fruto de este dominio nacieron los dos primeros goles locales, ambos marcados por Antón, en los minutos 8 y 15. Hubo otro tanto astur, pero fue justamente anulado por el árbitro. Poco antes de finalizar el primer tiempo, un mal despeje de Pena fue aprovechado por Pruden para entregar el balón a Arencibia, que batió a Florenza con un disparo esquinado a media altura. Con el resultado de 2-1 favorable al Oviedo llegó el descanso, y en la segunda mitad Leiso, lesionado, se vio obligado a ocupar la banda derecha. Se produjo un córner a favor del Athletic a poco de reanudarse el juego que, sacado por Manín, lo remató Pruden para establecer el empate. Sin embargo, el dominio del Oviedo fue apabullante, y dos córneres consecutivos sacados por Emilín fueron rematados de cabeza por Leiso y Herrerita, subiendo el 3-2 y el 4-2 respectivamente al marcador. En un alarde de ingenio, Arencibia y Campos se las ingeniaron para montar un lío en el área del Oviedo, del que se aprovechó Pruden para hacer el tercer gol de su equipo. El partido finalizó con un resultad de 4-3 a favor de los locales. Con esta derrota finalizó el Athletic la primera vuelta, empatado a puntos con un Sevilla líder y solo a uno de sus perseguidores: Real Madrid, Athletic de Bilbao y Español. La escuadra madrileña había completado una primera vuelta muy irregular, pero suficiente para mantenerse en los puestos de arriba. Sin embargo, la segunda mitad del torneo sería excepcional, ya que resultarían invictos, con 8 victorias y 3 empates.
El 15 de diciembre de 1940 se jugó la 12.ª jornada, que daba inicio a la segunda vuelta. El Barcelona superó al Sevilla por 4-0, entretanto que el Athletic derrotaba al Celta por 0-2, consiguiendo el puesto de líder en la clasificación, que ya no abandonaría. Nada más comenzar el partido, un lío en la meta galaica propició el primer tanto de la tarde. La defensa céltica no acertó a atajar el peligro, Pruden chocó con Victorero, se cayó y arrastró el balón de una forma extraña hasta el fondo de las mallas. Habían pasado solo dos minutos de juego y el Athletic ya se encontraba por delante en el marcador, frente a un Celta que parecía excesivamente nervioso. Los visitantes jugaban con mayor aplomo y mejor técnica, y los gallegos solo ponían emoción de cuando en cuando, pero chocaban siempre con la infranqueable defensa madrileña. A los 34 minutos, una excelente jugada colectiva hizo el segundo tanto. Vázquez recibió el balón de Germán, se internó, cedió a Campos, éste a Pruden que, a su vez, se la entregó a Manín. El extremo derecho cruzó en un excelente tiro, que entró en la portería tras golpear en el poste. Tras el gol, el partido se durmió completamente hasta el inicio de la segunda mitad, en la que el Athletic se volvió a volcar en el ataque. Vázquez y Manín desplegaron un excelente juego mandando balones al área, y el Celta solo dispuso de algunas ocasiones de peligro. Finalizó el partido con victoria athlética por 0-2.
En la siguiente fecha, los madrileños golearon por 6-0 al Murcia en Chamartín. Durante todo el primer tiempo, el dominio fue absoluto del Murcia, que tuvo una gran ocasión en un disparo de Rubio que atajó con soltura Benavent. Sin embargo, no obtuvo el premio del gol, y casi al término de la primera mitad Vázquez, tras una velocísima escapada, centró en carrera para que Arencibia rematase y adelantase a su equipo. El gol pareció animar a los rojiblancos, que salieron al segundo tiempo con una actitud completamente diferente. Antes de que pasase un minuto, Pruden recogió un balón bombeado en el área murciana y, en lugar de tirar, cedió a Manín que lo cruzó raso sin que Suárez se enterara. Tras tres saques de esquina seguidos en contra del Murcia, hasta que finalmente Pruden puede aprovechar un balón para hacer el 3-0. El Athletic estaba jugando sin ninguna dificultad, y por ello no tardó en llegar el cuarto. Fue gracias a un fuerte disparo de Pruden, que pegó en el poste antes de entrar dentro. El equipo de Zamora estaba jugando realmente bien, y en un córner el propio Pruden hizo un nuevo gol ante un Murcia indefenso y maniatado. El mismo delantero centro, que estaba haciendo un espectacular partido, consiguió el sexto y definitivo en una jugada personal a los 42 minutos. Esta victoria por 6-0 permitía al Athletic Aviación mantenerse a la cabeza de la tabla con 18 puntos, seguido muy de cerca por el Madrid, con 17, y el Sevilla, el Athletic de Bilbao y el Español, con 16 puntos cada uno. Los cinco equipos aspirantes al título habían saldado sus partidos de la jornada con victorias, excepto el Athletic de Bilbao, que empató a dos con el Zaragoza.
Antes del derbi entre Athletic y Real Madrid, el club blanco envió una carta a la entidad colchonera solicitando el cese de las rencillas, por el bien del juego y la seguridad de los aficionados. La intención era que la deportividad reinase en las relaciones entre ambos clubs madrileños. El 29 de diciembre, durante la 14.ª jornada de liga, el Athletic Aviación venció por 4-1 en un Chamartín lleno que presenció un festival de juego y goles rojiblancos. Los goles de Pruden (2), Campos y Marín machacaron a los blancos. La primera ocasión del partido la tuvo Pruden, al rematar de cabeza un pase medido de Manín. El balón se marchó alto por escasos centímetros. No fue hasta pasados diez minutos cuando el Athletic marcó su primer gol. Fue tras un disparo al ángulo de Manín, que iba dentro pero que aun así Pruden golpeó con la cabeza para asegurar el gol. Tras adelantarse los rojiblancos, el Madrid comenzó a ponerse nervioso, y el juego se volvió más agresivo. Emilio no dudó en pisotear a Benavente tras caer al suelo, y un empujón de León a Manín propició el segundo tanto. Gabilondo, inteligente, coló el balón entre los jugadores contrarios, donde apareció Campos para cruzar el balón al palo largo. 0-2 para un Athletic Aviación que estaba siendo infinitamente superior a su rival. En la segunda mitad, Campos cayó lesionado por una salvaje entrada de Olivares, con las dos piernas y al estómago. Sin embargo, el jugador rojiblanco pudo continuar en el partido. A los 15 minutos, una escapada de Vázquez sorteando el leñazo que le dedicaba Olivares desemboca en un centro muy cerrado, al que llega un rapidísimo Manín que empalma el balón para hacer el tercero. Aún hubo un cuarto gol para los aviadores, tras un centro raso de Manín que recoge Pruden y dispara sobre la marcha, golpeando el balón en el palo antes de entrar. El gol del Madrid llegó de la forma más absurda posible. En un saque de córner contra el Athletic, el balón volaba directo a las manos de Benavent, que quiso lucirse en el blocaje y solo consiguió que el balón acabase dentro ante la estupefacción de sus compañeros de equipo. Con esta victoria, el Athletic Aviación afianzó su posición de líder con 20 puntos, a 2 del Athletic de Bilbao, que se había posicionado segundo tras derrotar al Hércules. Madrid, Sevilla y Español habían perdido sendos encuentros, con lo que la distancia al liderato aumentaba a 3 y 4 puntos.
El 6 de enero se disputó la 15.ª jornada de liga, que enfrentaba a los dos Athletic en el estadio de Vallecas. Nada más comenzar el partido, el Athletic Aviación fue dominador absoluto del encuentro, creando varias ocasiones claras que Pruden no acertó a transformar. El juego de los madrileños era raso, rápido y desconcertante. A los dieciocho minutos, una fuerte entrada de Mesa lesionó a Gainza, dejando al conjunto bilbaíno con uno menos. Sin embargo, los visitantes no se achantaron por aquella circunstancia y se lanzaron al ataque, pasando a dominar el juego. También Elices salió cojeando de un choque con Aparicio, pero en un admirable gesto de coraje siguió jugando. El Athletic de Bilbao jugaba con un sistema ultradefensivo y solo dos hombres en el ataque, para mantener el empate. Sin embargo, tras un gran pase largo, Elices acertó a recoger el balón y templarlo sobre la puerta, donde Unamuno tiró e hizo el 0-1. Los vascos se volvieron locos tras el tanto, abrazándose los jugadores entre sí. A partir de ese momento, el conjunto bilbaíno empezó a perder tiempo y a mandar balones fuera, tratando de conservar la victoria a toda costa. Sin embargo, los locales siguen con su buen juego, sin perder los nervios y muy seguros de sí mismos. Así, en un saque de esquina, Manín templó el balón y Pruden, en la misma línea de gol, machachó la bola con furia para subir el empate al marcador. Hasta el final del partido, el Aviación siguió buscando el gol de la victoria que, aunque merecido, no llegó. El resultado fue de empate a uno, con lo que los madrileños continuaron como líderes con dos puntos sobre el conjunto vasco y tres sobre Español, Sevilla y Valencia, que se había unido a la lucha por el título tras su victoria ante el Zaragoza.
A renglón seguido, la Liga se paró durante una semana, debido a que la Selección Española iba a disputar su primer encuentro desde que finalizó la guerra. España empató a dos tantos contra Portugal en Lisboa. Dos jugadores rojiblancos fueron convocados y debutaron con la selección: Campos y Gabilondo.
El 19 de enero de 1941, en la 16.ª jornada de liga, el Atlético Aviación venció al Barcelona en Las Corts por 4-2. Durante la primera mitad, el Barcelona desplegó un juego dinámico y rápido, combinando bien y llegando con peligro a la meta rival. Sin embargo, el fútbol no se gana con buen juego sino con goles, y éstos llegaron del lado rojiblanco. El primero llegó con un fuerte remate de Vázquez a pase de Pruden. A la media hora exacta, Arencibia sorprendió a la defensa azulgrana metiéndose hasta la cocina y sirviendo a Vázquez un pase alto que el extremo remató de cabeza. Antes del descanso llegó también el 0-3. Lo introdujo Campos con pasmosa serenidad a falta de cinco minutos para el final del primer tiempo. En la segunda mitad, salió el Barcelona decidido a buscar la remontada, y a los ocho minutos un disparo de Martín a la media vuelta recortó distancias con los colchoneros. A los 23 llegó el momento más intenso del encuentro, al pitarse un penalti en contra del Athletic Aviación por mano de Aparicio, que Escolá se encargó de convertir en el 2-3. Sin embargo, después de aquel mazazo barcelonista, los aviadores no dudaron ni un momento y se lanzaron al ataque, dejando callada a la perpleja afición culé. Una preciosa jugada de Manín, terminada en centro, fue rematada a la red por Pruden ante la indecisión de la defensa azulgrana. Los locales no fueron capaz de reaccionar, y el partido finalizó con victoria colchonera. Con este empate, el Athletic Aviación mantenían la distancia de dos puntos con el Athletic de Bilbao, segundo clasificado. El Sevilla, tras su victoria en Zaragoza, se posicionaba como tercer clasificado con 20 puntos, uno menos que los bilbaínos, y con 19 acechaba el Madrid que había vencido por la mínima al Oviedo.
En enero de 1941 el club pasó a llamarse Club Atlético de Aviación, tras la prohibición de los extranjerismos en España. Asumió la presidencia Manuel Gallego.
En la siguiente semana, el equipo de Zamora pinchó al empatar con el Valencia en Vallecas. Nada más empezar el encuentro ya subía al marcador el primer tanto rojiblanco. Campos remató mal un pase bombeado pero Arencibia, también de cabeza, rectificó la trayectoria del balón poniendo el 1-0. Durante diez minutos los madrileños ofrecieron un juego dinámico, rápido, vertical y vistoso, pero fueron únicamente diez minutos los que tardó el Valencia en tomarle la medida a su rival. A los quince minutos, una escapada de Epi desbordó a Aparicio y situó el balón en el centro. Mundo lo recogió tranquilo, sorteó a Germán y a Gabilondo y, sin apenas estirar la pierna, disparó fuerte y colocado desde 30 metros, haciendo inútil la estirada de Benavent. 1-1. Una fuerte patada de Machín a Amadeo en la rodilla lo retiró lesionado del terreno de juego, y sin más momentos reseñables finalizó el primer tiempo. Durante el segundo llegó el gol valencianista. Epi, en una rapidísima escapada, se cambió el balón de pie mientras corría, y la puso para Mundo que no tuvo más que empujarla con la cabeza. Benavent despejó con apuros pero Epi, muy antento, recogió el rechace y lo puso en la red. 1-2 para el conjunto ché, que lo estaba mereciendo. A partir de ese momento, el Valencia se replegó para defender el resultado, circunstancia que aprovechó el Atlético para lanzarse al ataque y finalmente obtuvo el premio del gol. Campos llegó hasta el área, pasó a Pruden y éste retrasó hasta Arencibia que, muy sereno, tiró raso y batió al meta valenciano. La cosa se puso al rojo vivo, y el árbitro tuvo que llamar la atención a Machín por su juego violento. El partido finaliza con la igualada, que mantiene líder al Atlético Aviación con 24 puntos pero reduce las distancias con el Atlético de Bilbao, que se pone a solo uno tras su victoria en Oviedo. A dos puntos sigue el Sevilla, a tres el Madrid y a cuatro el Español.
Siete días después tampoco pasó de la igualada en Zaragoza. En aquel encuentro regresó a la titularidad Tabales, tras la medida disciplinaria de Zamora de apartarlo del terreno de juego para dejar paso a Benavent. Los madrileños comenzaron con su ya característico juego de toque, anulando la línea media local y creando ocasiones de peligro que dieron ocasión de lucirse al portero. El primer gol llegó con una entrega de cabeza de Campos a Pruden que, en aparente fuera de juego, disparó cruzado y el balón entró. En ese momento, los madrileños bajaron el ritmo, confiados, y los locales aprovecharon dicha circunstancia para lazarse al ataque, arropados por el calor de su público que se deshacía en ovaciones. Durante la segunda parte solo hubo un equipo sobre el terreno de juego: el Zaragoza. Encerró a los aviadores en su área y mereció ganar, pero tuvo que conformarse con el empate, gracias al tanto de Amestoy con un potente tiro raso. El Atlético bilbaíno alcanzó en puntos a los madrileños, y el Valencia y el Madrid se acercaron a solo dos puntos cuando faltaban cuatro encuentros para el final de la liga.
En la jornada 19, los dos primeros clasificados vencieron sus respectivos partidos, mientras que Madrid y Valencia perdieron, alejándose un poco más del liderato. El encuentro del Atlético fue contra el Hércules en Vallecas, y lo arrolló con un aplastante 7-1. Pasado el cuarto de hora llegaron los dos primeros goles, uno detrás de otro. Primero fue Arencibia, que recogió el rechace del portero a un fuerte tiro de Campos. El segundo lo cabeceó Campos a la red tras un centro en carrera de Vázquez. Machín tuvo que abandonar lesionado el terreno de juego antes de finalizar el primer tiempo, dejando al Atlético con un hombre menos y pasando Arencibia a ocupar su posición. Sin embargo, en la segunda mitad, Machín pudo volver a jugar, y de un centro suyo nació el tercer gol, que cabeceó imparable Pruden. Justo un minuto después, un saque de córner botado por Manín lo remató de cabeza Arencibia. 4-o para los locales, que eran el único equipo sobre el césped. Poco antes de la media hora, un escalofriante disparo de Tatono batió a Tabales, haciendo el gol del Hércules. Sin embargo, no tardaron en reaccionar los madrileños, y a los dos minutos un fuerte tiro lejano de Vázquez se le escapó de las manos al meta, y Pruden aprovechó para marcar el quinto. El sexto salió de las botas de Campos en un tiro largo, y el séptimo se lo fabricó tranquilamente Pruden sin que nadie le estorbase. 7-1, y pudieron ser más.
Tras el Hércules vino el encuentro contra el Sevilla, en el que se venció por 3-1. El primer gol fue del Sevilla. López, tras una pared con Pepillo, disparó a puerta, y Campanal machacó la pelota cuando había traspasado la línea por si había alguna duda. Sin embargo el Atlético no se amilanó y consiguió el empate en un centro bombeado de Gabilondo, cruzado ante la meta, que Campos remató. El segundo gol llegó tras una excelente jugada personal de Manín: avance, internada, centro medido paralelo a puerta y empalme imparable por parte de Pruden. 2-1, el partido se ponía de cara para los atléticos. No contento con el resultado, el conjunto local salió a la segunda mitad en busca de aumentar la ventaja. Lo consiguió a los pocos minutos con un tiro de falta de Manín que recogió campos para cruzarla con fuerza. El balón se escapó de las manos de Luis y entró hasta la red. 3-1, lo que unido a la victoria del Atlético de Bilbao en San Mamés frente al Madrid, significaba que la lucha por el título era definitivamente cosa de dos. Ambos Atléticos lideraban la clasificación empatados a 29 puntos. En esta situación tenían ventaja los madrileños, ya que contaban con el punto extra del goal-average particular.
En la penúltima jornada, el Atlético Aviación superó al RCD Español en Sarriá, en tanto que el de Bilbao hacia lo propio con el Sevilla en San Mamés. A los tres minutos obtuvo el primer gol el Español en un saque de córner que sacó Mas y remató Olivas a la red. Pasó más de media hora hasta que llegó la reacción atlética, cuya delantera se fue metiendo paulatinamente en el partido. Pruden recogió en una arrancada un pase de Arencibia y disparó en carrera, poniendo el empate. Fue el mismo Pruden, al filo del descanso, el que hizo el segundo gol para su equipo, en un golpe franco impresionante desde 25 metros. El Español reaccionó en el segundo tiempo, con una excelente jugada de Más que se internó como una exhalación y disparó cruzado para poner el empate. Cuando ya todo parecía resuelto, ambos equipos estaban exhaustos y la intensidad del juego se hallaba bajo mínimos, un zarpazo otorgó la victoria a los colchoneros. Fue gracias a un avance de Manín, que sirvió a Campos y éste cabeceó al lado opuesto al que se encontraba el meta españolista. 2-3, que dejaba la resolución del campeonato para la última jornada.
A la escuadra colchonera le bastaba con vencer al Oviedo en Vallecas para proclamarse campeón. El primer gol no se hizo esperar. A los 6 minutos Vázquez lanzó un saque de esquina, Campos prolongó de cabeza y Manín solo tuvo que tocarla para hacer el 1-0. 20 minutos después se anuló a Campos un gol por fuera de juego, y no fue hasta 6 antes del descenso que llegó el segundo con uno de los particulares disparos cruzados de Manín. Nada más comenzar la segunda mitad, Campos se filtró entre la línea media del Oviedo y disparó de forma inalcanzable para el meta, poniendo el tercer gol en el marcador, que sería el definitivo. Durante el resto del partido, el conjunto visitante bajó los brazos y se vio arrollado por un Atlético Aviación que, aunque no dejó de tirar a puerta en todo el partido, no volvió a marcar. Ante un lleno espectacular de su estadio, el conjunto de Zamora superó a su rival con un 3-0 y se proclamó, por segunda vez consecutiva, Campeón de Liga. El 9 de marzo de 1941, en el ayuntamiento de Madrid, el alcalde Alberto Alcocer y Ribacoba entregó la copa de la liga a Mesa, capitán del equipo, en presencia del resto de la plantilla, técnicos y dirigentes. Entonces ya ejercía de presidente del Atlético Aviación Manuel Gallego Suárez-Somonte, ya que Luis Navarro había sido asignado por el ejército del aire en la Embajada de España en Roma.
Pruden, delantero fichado durante el verano anterior al Salamanca, se proclamó máximo goleador del torneo liguero. Al año siguiente volvió a su antiguo club, para poder continuar en su ciudad con los estudios de medicina que había dejado aparcados para jugar en Madrid.

##### Clasificación final
| Pos | Equipo             | J  | G  | E | P  | GF | GC | DG  | Pts |
| --- | ------------------ | -- | -- | - | -- | -- | -- | --- | --- |
| 1   | Atlético Aviación  | 22 | 13 | 7 | 2  | 70 | 36 | +34 | 33  |
| 2   | Atlético de Bilbao | 22 | 13 | 5 | 4  | 49 | 24 | +25 | 31  |
| 3   | Valencia CF        | 22 | 11 | 5 | 6  | 60 | 52 | +8  | 27  |
| 4   | CF Barcelona       | 22 | 13 | 1 | 8  | 55 | 45 | +10 | 27  |
| 5   | Sevilla CF         | 22 | 12 | 2 | 8  | 70 | 43 | +17 | 26  |
| 6   | Real Madrid CF     | 22 | 11 | 2 | 9  | 51 | 38 | +13 | 24  |
| 7   | RCD Español        | 22 | 10 | 2 | 10 | 50 | 54 | -4  | 22  |
| 8   | Real Oviedo        | 22 | 7  | 2 | 13 | 36 | 63 | -27 | 16  |
| 9   | Hércules CF        | 22 | 7  | 2 | 13 | 28 | 67 | -39 | 16  |
| 10  | RC Celta de Vigo   | 22 | 7  | 1 | 14 | 45 | 51 | -6  | 15  |
| 11  | Zaragoza CF        | 22 | 5  | 4 | 13 | 26 | 41 | -15 | 14  |
| 12  | Real Murcia CF     | 22 | 5  | 3 | 14 | 29 | 55 | -26 | 13  |

|  | Clasificado para la promoción de permanencia en Primera División |

J = Partidos jugados; G = Partidos ganados; E = Partidos empatados; P = Partidos perdidos; GF = Goles a favor; GC = Goles en contra; DG = Diferencia de goles; Pts = Puntos
El 2 de marzo de 1941, nuevamente dirigido por Ricardo Zamora, el club logró revalidar el título de campeón de la primera división.

##### Alineación
| - Tabales - Mesa - Aparicio - Gabilondo - Germán - Machín - Manín - Arencibia - Pruden - Campos - Vázquez - Ent: Ricardo Zamora |  | Tabales Aparicio Mesa Machín Germán Gabilondo Campos Pruden Arencibia Vázquez Manín |
| Tabales Aparicio Mesa Machín Germán Gabilondo Campos Pruden Arencibia Vázquez Manín                                             |  |                                                                                     |

#### Copa del Generalísimo
Tras finalizar el campeonato liguero, y jugarse algunos torneos recién creados que no pudieron finalizarse, o siquiera comenzarse, debido a la falta de acuerdo y organización, arrancó la competición copera.

##### Octavos de final
En octavos de final, el rival del Atlético Aviación fue el Betis, séptimo en segunda, que venía de eliminar al Cádiz, al Ceuta y al Malacitano. El 11 de mayo, en la ida, el equipo rojiblanco ganó por 5-1 en Heliópolis. El primer tiempo, de dominio alterno, terminó con resultado de dos a uno. Marcó el primero el Betis a los diez minutos: Guillermo en un acertado cambio de juego dio un pase a Caballero que remató a las redes. Cuatro minutos después empató Campos en una clara ocasión. El tanto pudo ser evitado por el portero bético, Paquillo, pero no estuvo lo suficientemente atento. La segunda mitad fue, sin embargo, netamente dominada por el Atlético, en el que destacaron especialmente Campos, Vázquez y Pruden. Pruden hizo el tercer gol con un certero empalme tras un pase de Vázquez, y el cuarto lo marcó de cabeza al rematar un córner. El quinto y definitivo fue obra de Campos cuando faltaban once minutos para acabar el encuentro.
Una semana después, en Vallecas, los colchoneros vencieron por 8-1 completando un global de 13-2, máximo conseguido hasta ahora en la historia de la Copa.

##### Cuartos de final
En los cuartos de final, también le tocó al Atlético Aviación un Segunda División, en este caso el recién ascendido Real Sociedad. El 25 de mayo, en la ida, la Real se impuso por 2-1 en Atocha. Los aficionados que acudieron al encuentro esperaban ver a un Atlético de espléndido juego que pasaría por encima de su rival como una apisonadora, pero no fue así. Al principio, los realistas se dedicaron a destruir todo el juego que el Atlético trataba de construir, pero viendo que su rival no atacaba, se volcaron sobre la portería de Tabales, que se vio obligado a hacer un par de espectaculares intervenciones para mantener el marcador a cero. El arma de los donostiarras durante la primera mitad fueron las ganas y el empuje, y los madrileños solo las contrarrestaron con un par de intervenciones de mérito por el ala de Vázquez. Al inicio de la segunda mitad, los campeones de liga, sin perder la calma, se volcaron un poco más en el ataque, trenzando largas jugadas que acababa rematando Pruden. Parecía que el primer gol visitante estaba al llegar. Sin embargo, pasada media hora de la segunda parte, Pedrín remató un buen centro e hizo el primero para la Real, ante el júbilo de los aficionados locales. Los donostiarras se vinieron arriba con ese primer gol y se lanzaron en tromba a por el segundo, que llegó solo cinco minutos después tras un gran disparó de Teran. Parecía que el partido iba a terminar con resultado de 2-0, pero tres minutos antes del pitido final, Arencibia marcó desde lejos el tanto atlético. De esta forma, los campeones se veían obligados a remontar en Vallecas para poder pasar de ronda.
Durante el encuentro de vuelta, los madrileños no consiguieron pasar del empate a cero, con lo que volvieron a caer en copa, ratificando su mala racha en esta competición. El equipo de Zamora salió decidido a remontar el gol en contra y puso todo en el campo, pero la férrea defensa de la Real Sociedad no les dejó anotar ni un solo tanto. La primera mitad estuvo algo más abierta, con ocasiones para ambos equipos y un Tabales algo inseguro que por suerte no encajó ningún gol. Durante la segunda parte, sin embargo, la Real se quedó con diez jugadores debido a la lesión de Simón, así que echaron el cerrojo y se encerraron atrás para defender el resultado con uñas y dientes. La eliminatoria fue calificada por la prensa como la gran sorpresa del torneo.
En la final copera, el Valencia superó por 3-1 al Español de Barcelona en Madrid.

## Atlético Aviación
Durante el franquismo, se prohibió el uso de extranjerismos en España, lo que obligó a cambiar el nombre del club a Atlético Aviación.

### Temporada 1941 / 1942
Tras un largo verano de descanso, el Atlético Aviación regresó a los entrenamientos el 22 de agosto de 1941 en el campo de Vallecas para preparar la siguiente temporada. El equipo estaba muy motivado de cara a la siguiente temporada, ya que en caso de volver a conquistar el título se harían con el trofeo en propiedad. La intención del club era mantener el bloque de jugadores que había conseguido dos ligas, sin embargo el delantero centro y máximo goleador, Pruden, decidió abandonar el equipo para volver a Salamanca a finalizar sus estudios de medicina. Allí siguió jugando al fútbol en el equipo local, la UD Salamanca.
Además de Pruden, causaron baja en el club: Guillermo, que fue traspasado al Zaragoza; Rubio y Cárdenas, ambos cedidos al Valladolid; y Muñoz, a quien se le dio la carta de libertad. Por el contrario, se incorporaron a la plantilla: Fernández procedente del Talavera de la Reina, Mariano del Olímpico Jienense, García, domingo, Miranda, Polo y Arana. Además, después de finalizar la liga, ficharon por el Atlético el delantero Androver y el portero Martín, procedentes del Hércules, y pudieron jugar la Copa.
De esta manera, la plantilla quedó conformada por: Tabales en portería con Benavent como suplente y Martín que se incorporó para jugar la Copa, Aparicio y Cobo formaron la pareja defensiva debido a la lesión de Mesa, teniendo como suplente a Arana que apenas disfrutó de partidos, en la línea media el trío Gabilondo, Germán y Machín fueron titulares y siguieron deleitando con su fútbol, mientras que Blanco, Colón y Juan Escudero cumplieron como recambios. En ataque, cuatro puestos fueron fijos: Manín (extremo derecho), Arencibia (interior diestro), Campos (interior zurdo) y Vázquez (extremo izquierdo). El puesto de delantero centro se lo disputaron entre García, Fernández, Miranda, domingo, Mariano, Androver en Copa e incluso Escudero en alguna ocasión.
Durante todo el mes de septiembre, el equipo disputó amistosos de preparación para que, al finalizar el mes, estuviesen listos y a punto para comenzar la Liga.

#### Campeonato Nacional de Liga
El 28 de septiembre de 1941, en la primera jornada liguera, el Atlético Aviación comenzó la liga con una victoria frente al Valencia en Vallecas por 3-0. El primer gol, obra de Manín, vino precedido de un fuera de banda que el árbitro no pitó. El Valencia, que hasta el momento venía dominando el partido, siguió buscando el gol, pero al poco tiempo un pase de Manín sobre Campos propició que, con un disparo a media altura, marcase el segundo. Tras el descanso, continuaba el dominio levantino, que parecía perfectamente capaz de remontar el encuentro. Sin embargo, en un contraataque, Campos cabecea un centro de Vázquez haciendo el tercero. La abultada victoria no sirvió para ponerse primeros debido al 10-0 del Sevilla frente al Oviedo, de manera que comenzaron como segundos la competición.
La segunda jornada de Liga se jugó el 5 de octubre de 1941 en Buenavista contra el Oviedo, venciendo el Atlético Aviación por 2-3. A los dos minutos y medio, Manín, tras una escapada, centró sobre el área y Fernández cabeceó e hizo el primer gol. En el minuto 14, Herrerita cogió el balón, dribló a Gabilondo y de un disparo potentísimo marcó el empate. En el minuto 37, Pina sacó bajo palos un disparo de Campos, pero Arencibia cazó de cabeza el rechace y marcó el segundo para el Atlético. A los 68 minutos, Emilín remató un centro de Antón, poniendo de nuevo el empate. A falta de 10 minutos para terminar el encuentro, Campos se escapó de la defensa, dribló a algunos contrarios y marcó el tercero que daba la victoria al atlético. Esta victoria ponía al Atlético líder en la clasificación, empatado a puntos con Español y Madrid.
Una semana después, en la tercera jornada de Liga, el Atlético venció por 4-1 a la Real Sociedad en Vallecas. A los 10 minutos, Manín, tras una escapada plagada de bruscas entradas por parte del defensa Izaga, consiguió al fin deshacerse de él y mandó un centro tan medido y cerrado que Fernández no tuvo más que empujarla para marcar el primero. A los 33 minutos, Bidegain, desde cerca, en un tiro fuerte y seco, marcó el gol del empate. Seis minutos más tarde Fernández lo deshizo, al entrar al remate con Arencibia y Campos a una pelota enviada por la línea media. Dos minutos después de la reanudación, el portero realista despejó un balón, el rechace le cayó a Fernández y el delantero marcó el tercero. En el minuto 69, Gabilondo envió un pase sobre Vázquez. El medio derecha Irastoza fue a interceptarlo, pero el sol le deslumbró y el balón pasó muy cerca de él, llegando al extremo atlético quien, después de internarse un poco, lanzó un centro tan cerrado que la pelota entró sola debido al efecto que llevaba. Esta nueva victoria colocaba al Atlético como líder en solitario, a un punto de Sevilla y Celta, sus más inmediatos perseguidores.
La cuarta jornada se jugó el 19 de octubre de 1941 en Sequiol, y el Atlético Aviación venció por 2-4 al Castellón. A los 10 minutos, el defensa izquierda Aparició chutó por alto desde el centro del campo y marcó el primer gol. Diez minutos después, se estableció una conexión entre Campos, que sacó una falta desde el área, Machín y Vázquez, que con un flojo chut marcó el segundo tanto. En el minuto 50, en un formidable empuje de los castellonenses, logró Hernández el primer gol de los locales. Diez minutos más tarde, Fernández hizo el tercero de los madrileños. En el minuto 65, Basilio remató un pase de Elzo y el balón entró en la red, provocando un marcador de 2-3. Nueve minutos antes de finalizar el encuentro, Manín obtuvo el cuarto de los atléticos tras chutar dos veces. Esta nueva victoria mantenía líder al atlético con 8 puntos, a uno de Celta y a dos del Español y el Madrid.
La quinta jornada de Liga se disputó en el estadio de Vallecas el 16 de octubre de 1941, y el Atlético venció al Granada con un resultado de 3-0. A los 13 minutos, Campos marcó el primero tras un pase de Arencibia. También marcó el segundo, al hacerse con un rechace del portero en el minuto 18 de juego, y el tercero, a los 88 minutos cabeceando un centro de Vázquez. El Atlético Aviación continuó líder una semana más, sacando una ventaja de dos puntos a Celta y Español.
La plantilla tenía una gran calidad porque los titulares eran los mismos de la temporada anterior, pero se notó la ausencia de Pruden, puesto que ninguno de los delanteros tenía la calidad para sustituirlo y faltaba ese 9 que finalizase las jugadas del equipo. A pesar de ello, el equipo madrileño ganó sus cinco primeros partidos de liga y se mantuvo líder de la clasificación.
En la sexta jornada empataron a dos contra el Alicante. Aunque se mantuvieron líderes con 11 puntos, el Celta les recortó uno de distancia.
En la séptima jornada repitieron resultado ante el Atlético de Bilbao, cediendo así el liderato al Celta de Vigo con el que empataban a doce puntos. A los 16 minutos, Fernández trató de aguantar el balón, con el defensa Oceja sujetándole. La pelota le cayó a Campos, que con un tiro lejano marcó el primer gol. A los 40 minutos Arencibia avanzó por el terreno de juego, llegó hasta el marco y, cuando parecía que iba a chutar a gol, cedió atrás para que Campos marcase el segundo a placer. A los 58 minutos, Gárate marcó el primer gol para los visitantes con un disparo lejano. En ese momento, el Aviación se encontraba con diez jugadores por la expulsión de Machín tras dar una patada a Panizo para que dejase de acosarle. Después del gol, a los madrileños se les notó desfondados, y Fernández dejó de intentar desmarcarse del pegajoso Oceja. A los 72 minutos, tras un centro de Iraiondo, Gárate remató de cabeza y marcó el segundo gol por la escuadra.
La primera derrota llegó en la octava jornada, contra el RCD Español en Sarriá, en el que perdieron por 5 a 0. A los doce minutos, tras un barullo en el área provocado por un saque de córner, un gran disparó de Jorge hizo el primero. En el 55, de nuevo Jorge marcó el segundo, cabeceando un centro de Mas. Dos minutos después, Macala, tras driblar a todos los contrarios que se le pusieron por delante, marcó el tercero con un zurdazo lejano. El Atlético se metió atrás, creando una sólida muralla defensiva, y no fue hasta el minuto 82 que Jorge pudo cabecear otro centro de Mas, marcando el cuarto. Tres minutos más tarde se repitió la misma jugada, pero el remate de Jorge fue al travesaño. Macala recogió el rechace y marcó el quinto y último. Además de la derrota, el Celta de Vigo ganó su partido y se distanció dos puntos, con lo que el Atlético permanecía segundo con 12 puntos, a uno de Español y Valencia.
Sin embargo, lo solucionaron en la novena jornada ganando al Barcelona por 5-4, mientras el Celta perdía 3-1 en Sarriá. El primer gol vino a los 23 minutos, cuando Martín, tras un magnífico regate, tiró a gol. Benavent consiguió rechazar el esférico, pero le llegó a Valle, que por encima de los embarullados jugadores atléticos tiró a puerta y marcó para el Barcelona. A los 33 minutos, Campos cogió el balón y empezó a avanzar por el terreno de juego. Cuando todos los jugadores esperaban un cambio de juego, se sacó un tiro imparable que devolvió el empate al marcador. Tras la reanudación, en el minuto 52, centró Blanco sobre la puerta, y Campos se aprovechó de una indecisión del portero para cabecear el segundo. Cuatro minutos después, tras una genial jugada colectiva combinando el balón con mucha velocidad, Manín marcó el tercero de un disparo raso y cruzado. 3-1 para los aviadores. La alegría duró poco, ya que en el minuto 60, Escolá consiguió burlar a Blanco, primero, y a Mesa después empalmando una soberbia media vuelta que terminó en un gol de bandera. El empate llegó a los 73 minutos, cuando Valle remató a portería un buen centro de Nieto. Cinco minutos más tarde, tras un tremendo error de Ceballos en un centro alto de Campos, Miranda se quedó solo y no tuvo más que fusilarla a la red. Era el 4-3. Después de cinco minutos de fuerte ofensiva, marcó el quinto el Atlético Aviación. Fue tras un centro raso de Vázquez, en el que Colominas falló en la salida y Arencibia solo tuvo que empujarla. El definitivo 5-4 lo marcó Escolá de falta directa. Con esta victoria y la derrota del Celta ante el Español, se igualaban a 14 puntos en la cima de la clasificación.
La décima jornada enfrentaba a ambos equipos en Balaídos. La táctica del contragolpe aplicada por los rojiblancos funcionó de maravilla y se llevaron la victoria por 0-2. Sin embargo, el partido resultó muy negativo para el Atlético porque se lesionó Mesa, una pieza fundamental de su zaga. Fractura completa de tibia y peroné que lo tuvo varios meses sin poder jugar. A los 21 minutos, Manín se aprovechó de un balón perdido por Cons, se internó y marcó de un fuerte disparó. El segundo gol lo consiguió Miranda a los 39 minutos, en un momento de desfallecimiento local. Con esta victoria, el Atlético volvió a ser líder en solitario después de dos jornadas. Sumaban 16 puntos, dos más que Español, Valencia y Celta de Vigo.
En la undécima jornada se empató a cero contra el Deportivo de la Coruña en Vallecas. Los atléticos salieron muy desconcentrados, con un Germán desaparecido y un Cobos que no fue capaz de cubrir con garantías la baja de Mesa. Por parte de los coruñeses, el hombre del partido fue su portero Acuña, autor del empate. A pesar de ello, el equipo continuó líder con 17 puntos, a solo uno del segundo clasificado, el Valencia.
El 14 de diciembre de 1941, en la duodécima jornada de Liga, se disputó el derbi madrileño en Vallecas. Atlético Aviación contra Real Madrid, venciendo el Aviación por 2-0. Tras una primera mitad de ocasiones alternas, el segundo tiempo fue plenamente rojiblanco, con un Atlético arrollador y un Madrid desaparecido. Tanto fue así que dos minutos después de la reanudación cayó el primer tanto. Arencibia remató de cabeza un centro de Vázquez, tan colocado que pasó casi rozando el larguero, imparable para el portero. Veinte minutos después, en pleno dominio atlético, un centro de Manín lo remató en carrera Arencibia, Marza desvió de puños y Campos, muy bien colocado, batió por raso al portero, haciendo el segundo de la tarde. Aquel partido fue el debut del nuevo delantero, domingo, que hizo un magnífico encuentro. La victoria los mantenía líderes una semana más, pero el Valencia no cejaba en su persecución, todavía a un punto de los atléticos.
Tras esta nueva racha de cuatro partidos sin perder, en la decimotercera jornada se cayó por 1-0 ante el Sevilla en el Nervión. Durante la mayor parte del partido el equipo sevillano dominó, pero la línea media y la defensa de los atléticos rindieron a muy buen nivel, despejando el peligro y jugando con gran seguridad y concentración. Sin embargo, en la segunda mitad, la lesión de domingo descolocó las líneas visitantes. El Sevilla supo aprovecharse de la ventaja y, a doce minutos de finalizar el encuentro, marcó el gol que le dio la victoria. Un centro del Berrocal, que no había tenido muy buena tarde, lo rechazó flojo Tabales y Eguiluz, oportuno y bien colocado, remató a la red. La derrota no tuvo consecuencias en la clasificación, ya que el Valencia también había caído derrotado contra el Madrid, por lo que ambos siguieron como líder y segundo clasificado, a un punto de distancia.
El Atlético Aviación mantuvo el tipo llegó líder al final de la primera vuelta con 19 puntos, seguido del Valencia con 18, Español con 17 y Celta con 16 puntos. El Campeonato Nacional de Liga se paró entonces por el amistoso internacional que enfrentaba a España contra Suiza. El 28 de diciembre de 1941 la selección española ganó por 3-2 en Mestalla. Los jugadores rojiblancos que formaban parte de ella eran Gabilondo, Germán, Machín, Arencibia y Campos.
Durante ese tiempo, finalizaron por fin los pleitos por el estadio de Vallecas, consiguiéndose la firma de un nuevo contrato con los dueños del campo. Sin embargo, los atléticos añoraban su viejo estadio Metropolitano, que además se encontraba en una zona privilegiada de Madrid, por lo que en enero de 1942 se iniciaron las negociaciones para regresar allí.
De regreso a la competición liguera, el 4 de enero de 1942, en la decimocuarta jornada el Atlético Aviación venció al Valencia, segundo clasificado, por 0-1 en Mestalla, y se puso a 3 puntos de sus seguidores. A los cinco minutos de la segunda parte, una falta de Aparicio sobre Epi varios metros fuera del área fue interpretada como penalti por el árbitro. Mundo lanzó el disparo a las nubes, desperdiciando una ocasión de oro para ponerse por delante en el marcador. Dos minutos después, el árbitro pitó un nuevo penalti injusto, esta vez a favor del Atlético. Machín convirtió el gol y dio la victoria al equipo rojiblanco, que se afianzaba en la primera posición y se distanciaba de sus tres perseguidores más inmediatos: Valencia, Madrid y Español.
Parecía lanzado a por el título, pero la decimoquinta jornada perdió por 0-2 contra el Oviedo, antepenúltimo de la tabla, en Vallecas, lo que permitió a Español y Valencia ponerse a un solo punto de los madrileños. A la media hora, el interior Goyin aprovechó bien una indecisión de la defensa para marcar el primer gol. Dos minutos antes de finalizar la primera parte, un buen avance de toda la delantera visitante ocasionó un barullo en el área atlética y Antón supo rematar la jugada, marcando el definitivo 0-2.
En la decimosexta jornada, que se jugó el 18 de enero de 1942, no hubo sobresaltos. El Atlético Aviación ganó por 1-2 a la Real Sociedad en Atocha. En el minuto 65, un pase del extremo izquierda a Vázquez lo remató Campos de manera imparable, marcando el primer gol. En el 80, Pedrín aprovechó un fallo de Cobos para internarse y marcar el empate. Sin embargo, duró poco la alegría de los locales. Un pase largo de Arencibia a Manín pilló al extremo derecha en franco fuera de juego. Sin embargo, el árbitro no pitó nada, y el jugador atlético aprovechó el desconcierto de los jugadores que se quedaron parados para ceder el balón de nuevo a Arencibia que marcó el segundo en un disparo lejano. Con esta nueva victoria, continuaban líderes con 23 puntos, a solo uno del incansable Valencia.
En la decimoséptima jornada, el Atlético Aviación jugó como local en Chamartín, y empató a 4 con el Castellón. A los tres minutos, Arencibia aprovechó un flojo despeje de la defensa y, en la misma línea, no tuvo más que empujarla para hacer el primer gol atlético. A los 24 minutos y en pleno dominio Atlético, Campos recogió un centro de Manín y con un fuerte disparó marcó el segundo. En el minuto 32, Tabales falló en el despeje de un balón bombeado y Ruano, muy oportuno, marcó el primero para su club. Cuatro minutos después, Arencibia se ayudó con la mano para controlar el balón. Tuvo la suerte del que el árbitro no le viera, y pudo continuar avanzando y enviar un balón adelantado a Manín, que fusiló el tercer gol. Tras el descanso, en el minuto 53, Vázquez se escapó por la banda y puso un centro que cabeceó Arencibia haciendo el cuarto gol. Dos minutos después, un avance del Castellón finalizó un disparo de Díaz que tuvo que detener Germán con las manos dentro del área. El penalti lo ejecutó Basilio, que marcó el segundo tanto. En el minuto 63, Basilio envió de cabeza a Hernández, este de la misma forma a Ruano, que de nuevo cabeceó y marcó el tercero. El Castellón se vino arriba, favorecido por el fuerte viento. El gol del empate llegó a los 76 minutos. Díaz sacó una falta muy bombeada sobre el área, parecía que Tabales iba a atrapar el balón pero en el último momento se le escapó de las manos. Con este empate, el Valencia, que había vencido en San Mamés, empató a puntos con el Atlético Aviación, y a partir de entonces comenzó la encarnizada lucha entre valencianos y madrileños por el título. Los chés no fallaban, así que el conjunto colchonero se veía obligado siempre a ganar todos los partidos.
La decimoctava jornada liguera se jugó en Granada, en el estadio Los Cármenes, donde el Atlético Aviación venció al Granada por 0-1. El único gol llegó a los 25 minutos de la segunda mitad, de nuevo precedido de una mano que el árbitro no vio. Fue por parte de Vázquez, que inmediatamente después centró a media altura, la defensa falló y Campos consiguió marcar de cabeza el gol de la victoria. El Valencia, por su parte, también venció al Barcelona en Mestalla, por lo que ambos equipos continuaron líderes, empatados a 26 puntos. Les seguía el Madrid, en el tercer puesto con 24 puntos.
El 8 de febrero de 1942 se jugó la decimonovena jornada de Liga, que enfrentó a Atlético Aviación y Alicante en Vallecas. Vencieron los aviadores con el contuntende resultado de 5-1. El primer gol fue marcado por domingo en un buen centro de Vázquez. A la media hora de juego, Andrade resolvió en un barullo marcando el empate. En el último minuto del primer tiempo, Campos, en una jugada personal, marcó el segundo del Atlético. El tercero lo consiguió también Campos terminando una combinación de toda la delantera. A partir de ese momento, finalizó la emoción y las alternativas en el partido, y solo hubo un equipo en el campo. El cuarto gol lo consiguió domingo aprovechando una falsa salida del portero alicantino, y el quinto, Arencibia después de un buen avance iniciado por Manín. Con esta victoria seguían líderes una semana más, aunque el Valencia no les perdía la pista y seguía empatado a 28 puntos con el Atlético Aviación gracias a su victoria en Coruña.
En la vigésima jornada, el 15 de febrero, el Atlético Aviación cedió el liderato al perder por 6-0 ante el Atlético de Bilbao en San Mamés. A los cuatro minutos, recogió Gárate una pelota de Ortúzar y tiró suave y raso fuera del alcance de Tabales, marcando el primer gol. A los dieciséis minutos, Zarra retrasó a Gárate, que tiró al palo contrario de la otra vez y el portero ni se movió. Era el 2-0. Tras el descanso, en el minuto 52, Elices quitó el balón de las manos a Tabales, centró y Zarra hizo el tercero. El cuarto tanto llegó a los 71 minutos, y fue obra de Panizo. Poco después hubo un cambio de juego de Iriondo a Elices, éste envió el balón a Panizo y Panizo se lo entregó a Zarra, que marcó el quinto. El sexto y definitivo llegó a falta de pocos minutos para el final. Lo marcó Zarra de cabeza. Así, a falta de seis partidos para la conclusión del campeonato, el Valencia se situó primero con 30 puntos tras vencer contundentemente al Sevilla por 8-1, seguido del Atlético con 28 y el Madrid con 26.
En la siguiente semana, durante la vigesimoprimera jornada, el Atlético Aviación venció por 2-0 al Español en Vallecas. Pasados 25 minutos de juego, Arencibia cedió un balón raso hacia Manín, y éste corriendo la línea lo envió templado sobre puerta, acudiendo al remate de cabeza domingo. Fue una entrada "planeando" que envió el esférico a las mallas. Quince minutos antes de finalizar el encuentro, Martorell blocó un centro-chut de Manín cuando Campos se acercaba a toda velocidad para rematarlo. Sin embargo, al estar el balón mojado y llevar algo de efecto, se le resbaló de las manos, y Campos lo empujó a portería antes de que tocase el suelo. El Valencia empató en Oviedo y el Real Madrid ganó al Castellón, así que los valencianistas seguían líderes con 30 puntos, pero solo a uno de Atlético y Madrid.
Sin embargo, la distancia volvió a crecer cuando, la vigesimosegunda jornada, el Atlético cayó por 5-1 contra el Barcelona en Las Corts. A los 14 minutos, una pared de Martín con Sospedra le sirvió para dejar a Tabales descolocado y marcar el primer gol, burlando la entrada tardía de Cobo. A los 19 minutos, Bravo cambió el juego hacia Sospedra y éste, tras una preciosa internada, centró para que el propio Bravo cabecease el segundo. Nueve minutos después, Sospedra lanzó un córner, Tabales salió y lo desvió pero el balón rebotó en el propio Sospedra que tenía al lado a Martín. Martín vio el hueco, disparón y marcó el tercero. Tres minutos después, Campos cabeceó con fuerza un centro de Vázquez para recortar distancias. A un minuto del descanso, Balmaña entregó adelantado a Martín que, tras aprovecharse del error de Aparicio en la entrada, fue a toda velocidad hacia la meta de Tabales, que no sale de debajo del arco, y fusiló el cuarto. A los quince minutos de la segunda mitad marcó el Barcelona su último gol. Bravo se internó, centró sobre Martín y éste, esquivando la entrada de Cobo, la puso en la escuadra. Cuando Tabales alcanzó a sacarla, ya se encontraba dentro de la portería, y el árbitro dio como válido el gol. El Valencia ganó, situándose a tres puntos cuando solo restaban cuatro jornadas, y el Madrid perdió contra el Alicante, manteniendo la igualdad de puntos.
La vigesimotercera jornada se jugó el 8 de marzo de 1942, y el Atlético Aviación venció por 2-0 al Celta en Vallecas. Los goles fueron logrados a los 43 minutos por Arencibia y a los 49 por Manín. Aunque el Madrid se dejó un punto en su partido contra el Español, el Valencia ganó en Alicante, manteniendo la distancia. El equipo madrileño no podía fallar más.
Sin embargo, el 22 de marzo, en la vigesimocuarta jornada liguera, el Atlético Aviación perdió por 2-1 frente al Deportivo en Riazor. A los 17 minutos adelantó Manín a los aviadores en un gol muy protestado por el público, que consideró que lo había metido con la mano. A los 62 minutos, Caballero recogió un balón bombeado y de un tremendo chutazo marcó el gol deportivista. Continuó presionando el Coruña y a los 76 minutos marcó Guimeraes el segundo. Esto unido a la victoria del Valencia por 2-1 frente al Español dieron el título de campeón de liga por primera vez en su historia al equipo ché. A falta de dos jornadas, el Valencia sumaba 37 puntos, el Atlético 32 y el Madrid 31. Ambos equipos madrileños lucharon por el subcampeonato a partir de ese momento.
En la vigesimoquinta jornada, penúltima del campeonato, se jugó el derbi madrileño en Chamartín, con ambos equipos peleándose la segunda plaza. Venció el Madrid por 4-1. A los 10 minutos, un tiro de Botella dio en el poste y volvió al campo. El árbitro concedió el tanto diciendo que el balón había botado dentro del marco. Poco después, Alsúa batió a Benavent raso tras una gran jugada personal, marcando el segundo gol madridista. El tercero lo marcó Alday al ganar en la salida al portero atlético, tras una gran jugada colectiva. El único gol del Atlético vino fruto de un disparo flojo de Campos que Arencibia desvió casi sin querer. Ya en la segunda parte, pasada la primera media hora, un tiro de Alonso rebotó en el poste, cayéndole el balón a Botella que volvió a estrellarla en el palo, y al fin Alsúa recogió el balón y lo mandó a las mallas. Con este resultado favorable, el Madrid superaba al Atlético en la tabla, y se colocaba un punto por encima de los aviadores a falta de solo un partido por debajo. El equipo colchonero sumaba 32 puntos, el ya campeón Valencia tenía 38 tras empatar en Vigo, y el Celta, cuarto clasificado, se encontraba a la insuperable distancia de 5 puntos.
En la última jornada de Liga, el Atlético recibió en el estadio de Vallecas al Sevilla, contra el que no fue capaz de cosechar más que un empate a cero. Hubo una gran respuesta por parte de la hinchada, que llenó las gradas, pero el equipo no dio la imagen deseada y fue dominado por un Sevilla al que solo le faltó efectividad de cara a puerta. El Madrid, por su parte, perdió por 3-1 ante el Valencia, que finalizaba con una gran victoria su primera temporada como Campeón. De esta forma, los dos equipos madrileños finalizaron la Liga empatados a 33 puntos, siendo el Madrid subcampeón por la diferencia de goles favorable en los derbis.

##### Clasificación final
| Pos | Equipo                      | J  | G  | E | P  | GF | GC | DG  | Pts |
| --- | --------------------------- | -- | -- | - | -- | -- | -- | --- | --- |
| 1   | Valencia CF                 | 26 | 18 | 4 | 4  | 85 | 39 | 46  | 40  |
| 2   | Real Madrid                 | 26 | 14 | 5 | 7  | 65 | 43 | 22  | 33  |
| 3   | Atlético Aviación           | 26 | 14 | 5 | 7  | 50 | 44 | 14  | 33  |
| 4   | RC Deportivo de La Coruña   | 26 | 12 | 4 | 10 | 36 | 37 | -1  | 28  |
| 5   | RC Celta de Vigo            | 26 | 11 | 6 | 9  | 53 | 58 | -5  | 28  |
| 6   | Sevilla CF                  | 26 | 10 | 7 | 9  | 58 | 45 | 13  | 27  |
| 7   | Atlético de Bilbao          | 26 | 10 | 7 | 9  | 55 | 41 | 14  | 27  |
| 8   | CD Castellón                | 26 | 10 | 6 | 10 | 54 | 63 | -9  | 26  |
| 9   | Real Club Deportivo Español | 26 | 10 | 6 | 10 | 49 | 42 | 7   | 26  |
| 10  | Granada CF                  | 26 | 10 | 5 | 11 | 64 | 52 | 12  | 25  |
| 11  | Real Oviedo                 | 26 | 8  | 7 | 11 | 42 | 63 | -21 | 23  |
| 12  | CF Barcelona                | 26 | 8  | 3 | 15 | 57 | 66 | -9  | 19  |
| 13  | Alicante CD                 | 26 | 5  | 2 | 19 | 31 | 77 | -46 | 17  |
| 14  | Real Sociedad               | 26 | 5  | 2 | 19 | 33 | 42 | -9  | 12  |

| Campeón | Descenso |

##### Alineación
| - Tabales - Cobo - Aparicio - Gabilondo - Germán - Machín - Manín - Arencibia - Fernández - Campos - Vázquez - Ent: Ricardo Zamora |  | Tabales Aparicio Cobo Machín Germán Gabilondo Campos Fernández Arencibia Vázquez Manín |
| Tabales Aparicio Cobo Machín Germán Gabilondo Campos Fernández Arencibia Vázquez Manín                                             |  |                                                                                        |

#### Copa del Generalísimo
Tras la decepción liguera, el Atlético se fijó como objetivo la Copa, una competición que nunca se le había dado bien.

##### Dieciseisavos de final
El 26 de abril se jugó el partido de ida de la primera ronda y el destino quiso que su rival fuese nada menos que el UD Salamanca de Pruden, un equipo que había disputado sin suerte la promoción a Primera División. El primer partido se jugó en el estadio de El Calvario y lo ganó el Salamanca por 1-0. El gol fue marcado por el propio Pruden al chutar un centro de Manolo, poco antes del minuto 30.
En el partido de vuelta, una semana más tarde, el cuadro madrileño goleó por 6-1 a los charros sin problemas para pasar la eliminatoria. El primer tanto del partido lo consiguió Pruden para el Salamanca, tras recibir un pase adelantado de Manolo. A los dos minutos del segundo tiempo Mariano, uno de los nuevos fichajes del equipo, consiguió el empate de cerca. Dos minutos después culminó Vázquez la remontada. A los ocho minutos fue Androver, otra nueva incorporación, quien se adentró y batió a Joven, el portero salmantino. Un minuto después, un centro del propio Androver lo remató y lo convirtió en gol de cabeza Campos y al minuto escaso se produjo la mejor jugada de la tarde, marcando Mariano el quinto gol tras burlar a un defensa y tirar solo ante la puerta, algo escorado. El sexto y último lo marcó Arencibia, en un lío.

##### Octavos de final
En los octavos de final el rival fue el Deportivo de la Coruña, equipo revelación de la Liga con un sorprendente cuarto puesto. El partido de ida se disputó en Vallecas y el Atlético lo ganó por 2-0. A los treinta minutos Vázquez corrió la línea, centró y Mariano de cabeza marcó el primer gol de la tarde. A los diecinueve minutos de la segunda mitad, Androver marcó el segundo rematando un centro de Campos.
En la vuelta, el 17 de mayo, madrileños y coruñeses empataron a cero en Riazor, pasando los aviadores a cuartos de final. El Deportivo se empleó con todas su fuerzas, pero la defensa atlética estuvo soberbia para defender la ventaja conseguida en Madrid, así que los coruñeses no fueron capaces de marcar un solo gol.

##### Cuartos de final
El Valladolid fue el nuevo rival de los rojiblancos para cuartos de final. En la ida se empató a tres goles en el estadio José Zorrilla. A los quince minutos, en un arrancada atlética, Campos consiguió el primer gol, y a los veinte Sañudo empató. El segundo gol local lo marcó Aparicio después de que Cárdenas le cediese la pelota. A los veinticinco minutos, en un fallo de Busquets, Arencibia consiguió un nuevo empate, y a los treinta de nuevo el propio Arencibia recogió un servicio de Machín y marcó el tercer tanto. Cinco minutos antes de terminar el partido, Cárdenas de un tiro esquinado consiguió el definitivo empate a tres.
En el partido de vuelta en Vallecas ganó el Valladolid por 2-3. A poco de empezar el segundo tiempo, el árbitro pitó un fuera de juego en contra del Valladolid. Mientras los jugadores se entretenían protestando, Arencibia llegó a la portería contraria y marcó el primero para el Atlético. No se desanimó el Valladolid y, después de una jugada trabajada por toda la delantera, remató Barinaga en un tiro durísimo que devolvía el empate al marcador. De nuevo otra gran jugada del Valladolid terminó en gol de Sañudo, anulado por el árbitro, y de nuevo de una polémica nació el gol del Atlético, marcado por Arencibia. Era el 2-1. Esta situación no hizo más que espolear al Valladolid, y después de una nueva bellísima jugada en ataque de Viso y Sañudo, este último marcó el segundo gol visitante. Cuando faltaban diez minutos para terminar, un tiro raso de Barinaga lo detuvo Martín. El ábritro apreció que había entrado dentro y concedió el gol de la definitiva victoria vallisoletana. Nadie esperaba esta derrota y los aficionados colchoneros se marcharon tremendamente decepcionados después de que un equipo de Segunda División los eliminara de un torneo que aún se les resisitía. El campeón de aquella edición fue el FC Barcelona.
De esta forma, finalizó una temporada decepcionante para el Atlético Aviación, en la que fue un firme candidato a todas las competiciones pero no resultó campeón en ninguna.

### Temporada 1942 / 1943
El 4 de septiembre de 1942, el Atlético Aviación regresó a los entrenamientos para preparar la siguiente temporada, tras más de un mes de vacaciones. Aquel año, el presidente Manuel Gallegos contrató a un preparador físico: Federico Olavarría, profesor de Cultura Física del Ejército del Aire, para que cuidara de la forma de los jugadores, ya que durante el tramo final de la pasada temporada habían jugado agotados y casi sin fuerzas. Ricardo Zamora, que continuó una temporada más como entrenador, no acogió la idea con mucho agrado.
Además, desde mayo se venían realizando las obras de restauración del Estadio Metropolitano, que pasaría a albergar a 45.000 espectadores. La intención de la directiva era la de empezar la campaña jugando ya en el estadio de Cuatro Caminos, sin embargo éste no estuvo disponible hasta febrero. Durante los primeros meses de temporada continuaron disputando sus partidos como locales en el Estadio de Vallecas.
Los fichajes durante el verano fueron: Riera (del Constancia de Inca), Rafa, Jimeno, Nico, Emilín, Taltavull, Noguerales, Neira, Láreu (portero del equipo filial, el Imperio Vallecas) y Lozano (extremo izquierdo procedente del Emiretense de Badajoz que ya jugó la Copa). Causaron baja. Fernández (Hércules), Benavent (Castellón), Enrique, Urquiri, Polo, Arana, García y Miranda. Así, la plantilla del Atlético Aviación 1942/1943 quedó conformada por: Tabales como portero titular con Martín y Láreu como suplentes, Mesa y Riera de centrales con los recambios de Jimeno, Cobo y Rafa, los "tres mosqueteros" de siempre continuaron llevando el eje del equipo en el centro del campo, Gabilondo, Germán y Machín, aunque Nico cobró más importancia esta temporada. También jugaron en dichas posiciones Blanco, Colón y Juan Escudero, cumpliendo cuando se contó con sus servicios. En la delantera, el quinteto formado por Androver, domingo, Mariano, Campos y Vázquez jugó la mayoría de los encuentros. Arencibia se erigió como principal reserva en tanto que el papel de Herminio, Manín, Taltavull y Lozano resultó más secundario.
En cuanto a Aparicio, firmó un contrato con el Atlético Aviación por cuatro años en el que cobraba 10.000 pesetas anuales, además de 1.500 pesetas al mes. Sin embargo, uno de los directivos de la Federación Castellana de Fútbol dio el contrato por inválido y sancionó al jugador durante dos años. En el transcurso de su sanción, Aparicio vivió en Santander y practicó otros deportes para mantenerse en forma, mientras recibía jugosas ofertas de otros equipos como Madrid y Barcelona. Sin embargo, a mediados de la temporada 1943/1944, firmó de nuevo con el Atlético Aviación por 4 años más.

#### Campeonato Nacional de Liga
El Campeonato Nacional de Liga 1942/1943 partió con un claro favorito, el Valencia, con aspirantes como el Atlético Aviación, el Atlético de Bilbao o el Sevilla. El equipo revelación de la temporada fue el Castellón, con un meritorio cuarto puesto.
El 27 de septiembre de 1942, en la primera jornada, el Atlético perdió por 3-0 contra el Valencia en Mestalla. En la siguiente fecha, los rojiblancos cayeron contra el Español en Vallecas. El conjunto de Zamora perdió los tres siguientes partidos (Oviedo y Sevilla a domicilio y Atlético de Bilbao en Madrid), lo que le situó colista con cero puntos después de cinco jornadas.
Entonces, el equipo reaccionó de una forma espectacular, pues completó una racha de 9 partidos invicto con cinco victorias y cuatro empates desde la 6.ª a la 15.ª jornada. Empezó goleando por 7 a 1 al Granada en Vallecas y finalizó cuando perdió por 4-2 contra el Español en Sarriá: los rojiblancos habían pasado del primer puesto a mitad de la tabla, aunque todavía lejos de las primeras posiciones.
El 13 de febrero de 1943, la directiva del Atlético Aviación tuvo una reunión con la Federación Castellana para informarles de la finalización de las obras del Estadio Metropolitano. El propietario del estadio fue el Patronato de Huérfanos del Ejército del Aire, que cobraba alquiler al club por jugar allí sus partidos como locales. El 7 de febrero, en la 19.ª jornada liguera, el Atlético Aviación jugó su último partido en el Estadio de Vallecas, ganando por 1-0 al Sevilla con gol de Campos en el minuto 90. El 18 de febrero se entrenaron por primera vez en el nuevo campo y el 21 de febrero se reinauguró el Estadio Metropolitano con victoria atlética por 2-1 contra el Real Madrid en la 20.ª jornada. El día de su inauguración el aforo era de 26 000 espectadores, y el 18 de abril de 1943 se amplió a 45.000. El público respondió con alegría al regreso a su viejo estadio, llenando el total del aforo. Ese día se hizo una recaudación de 400.000 pesetas.
Después de esta victoria en el derbi madrileño el Atlético Aviación se situó octavo a falta de seis jornadas de liga. La formación rojiblanca, salvada ya del descenso y lejos de los primeros puestos, se limitó a cumplir el expediente en la recta final del campeonato liguero. El 4 de abril cerraron el campeonato con una victoria por 3 a 1 frente al Celta en el Metropolitano. Los colchoneros arrastraron su pésimo arranque liguero durante toda la temporada y finalizaron en un discreto octavo puesto, a tres puntos del Español, que jugó la promoción.

##### Clasificación final
| Pos | Equipo                 | J  | G  | E  | P  | GF | GC | DG  | Pts |
| --- | ---------------------- | -- | -- | -- | -- | -- | -- | --- | --- |
| 1   | Atlético de Bilbao     | 26 | 16 | 4  | 6  | 73 | 38 | 35  | 36  |
| 2   | Sevilla FC             | 26 | 15 | 3  | 8  | 63 | 47 | 16  | 33  |
| 3   | CF Barcelona           | 26 | 14 | 4  | 8  | 77 | 50 | 27  | 32  |
| 4   | CD Castellón           | 26 | 13 | 5  | 8  | 41 | 43 | -2  | 31  |
| 5   | RC Celta de Vigo       | 26 | 14 | 2  | 10 | 52 | 50 | 2   | 30  |
| 6   | Real Oviedo            | 26 | 12 | 4  | 10 | 53 | 63 | -10 | 28  |
| 7   | Valencia CF            | 26 | 10 | 7  | 9  | 58 | 45 | 13  | 27  |
| 8   | Atlético Aviación      | 26 | 11 | 5  | 10 | 54 | 44 | 10  | 27  |
| 9   | Deportivo de La Coruña | 26 | 7  | 12 | 7  | 35 | 32 | 3   | 26  |
| 10  | Real Madrid CF         | 26 | 10 | 5  | 11 | 52 | 50 | 2   | 25  |
| 11  | RCD Español            | 26 | 9  | 6  | 11 | 45 | 51 | -6  | 24  |
| 12  | Granada CF             | 26 | 9  | 4  | 13 | 56 | 68 | -12 | 22  |
| 13  | Zaragoza FC            | 26 | 2  | 9  | 15 | 25 | 57 | -32 | 13  |
| 14  | Real Betis             | 26 | 2  | 6  | 18 | 28 | 74 | -46 | 10  |

J = Partidos Jugados; G = Partidos Ganados; E = Partidos Empatados; P = Partidos Perdidos; GF = Goles a Favor; GC = Goles en Contra; DG = Diferencia de Goles; Pts = Puntos
|  | Clasificado para la promoción de permanencia en Primera División |
|  | Desciende a Segunda División                                     |

#### Copa del Generalísimo
El Atlético pretendía lavar su imagen en el torneo del KO y se lo preparó a conciencia, concentrándose en Miraflores de la Sierra antes de cada partido en el Metropolitano.
En los dieciseisavos de final, el equipo eliminó al Málaga, equipo de segunda división, al empatar a cero en tierras andaluzas el 25 de abril y ganar por 8-3 en el estadio de Vallecas el 2 de mayo.
El rival para los octavos de final fue la recién ascendida a primera Real Sociedad. La ida en Vallecas se saldó con victoria atlética por 4-2 y en la vuelta, el 16 de mayo, los rojiblancos empataron a cero goles en Atocha.
En los cuartos de final, la suerte no sonrió al Atlético Aviación ya que le tocó el Atlético de Bilbao, campeón de Liga. En la ida, el 23 de mayo, los vascos dieron un golpe de mano al imponerse por 1-3 en Vallecas. En San Mamés volvieron a ganar, esta vez por 4-1, eliminando de nuevo al Atlético de la competición copera. Los vascos resultaron campeones de aquella edición.
Así, el Atlético echó el telón a una nueva temporada de sinsabores. Tras volver de la Guerra Civil como un tiro, se había ido desinflando en los últimos dos años, para desencanto de sus seguidores.

### Temporada 1943 / 1944
Aquella temporada, Ricardo Zamora siguió como entrenador del equipo que presidía Manuel Gallego. La plantilla rojiblanca sufrió algunas modificaciones. Así, causaron baja: Herminio (Hércules), Manín, Blanco, el portero Martín, Rafa, Juan Escudero, Emilín y Neira. Mientras que el club se reforzó con los siguientes jugadores: Amestoy (Zaragoza), Ederra (Osasuna), Martín (Tenerife), Calixto (Tenerife), Rosendo Hernández (Cultural Leonesa) y García. Además, Alfonso Aparicio pudo reaparecer en el equipo tras mucho tiempo retirado del fútbol. Así, la plantilla quedó conformada por: Tabales, Ederra, Mesa, Riera, Jimeno, Cobo, Amestoy, Colón, Germán, Machín, Calixto, Gabilondo, Androver, Rosendo Hernández, Arencibia, Martín, Campos, Vázquez, Taltavull, Domingo, Nico, Lozano, Aparicio, Noguerales y García.
Ricardo Zamora confiaba en un once tipo: Ederra en la portería; Mesa y Riera en la zaga; Amestoy, Germán y Machín en el centro del campo; Androver, Arencibia, Taltavull, Campos y Vázquez en la delantera. Además, Tabales no jugó ningún partido después de varias notables temporadas como portero titular. Cobo, Jimeno y Aparicio actuaron como recambios en la defensa. En la línea media, Gabilondo jugó poco por una lesión, mientras que Calixto, Nico, García y Colón apenas disfrutaron de oportunidades. En el ataque, Martín se convirtió en el primer suplente por delante de domingo, Lozano y Noguerales.

#### Campeonato de Liga
El Atlético Aviación partía con el objetivo de pelear por el título de Liga y olvidar el decepcionante octavo puesto de la temporada anterior. Valencia, Sevilla, Atlético de Bilbao, Barcelona y Madrid eran los principales rivales para conseguirlo. Sin embargo, los aviadores seguían arrastrando un serio hándicap: la ausencia de un verdadero delantero centro. El propio Ricardo Zamora reconoció poco antes de comenzar la competición que no confiaba en su delantera. Los jugadores del Atlético se picaron con estas declaraciones y contestaron goleando al Celta en la primera jornada de Liga por 7-0.
Después de seis jornadas, el Atlético ocupaba la sexta posición a dos puntos de los líderes Valencia, Castellón y Sevilla. En la décima fecha del campeonato, el Valencia encabezaba la tabla con 16 puntos, perseguido del Sevilla con 15 y de Atlético Aviación y Barcelona con 14. El equipo de Zamora estaba en racha ya que no perdía desde la jornada 4. El Atlético Aviación cerró la primera vuelta con una derrota frente a la Real Sociedad en Atocha y dos victorias frente al Castellón en el Metropolitano y el RCD Español en Sarriá. El Valencia terminó la primera mitad del campeonato líder con 20 puntos seguido de Barcelona con 19, Atlético Aviación con 18 y Sevilla con 17.
Sin embargo, el equipo de Zamora arrancó con mal pie la segunda vuelta, dos derrotas consecutivas lo colocaron a cinco puntos del líder. Echaban de menos a Gabilondo por su lesión, a Aparicio por su sanción y a un 9 que culminara las jugadas del equipo. En la jornada 17, Gabilondo reapareció en la victoria sobre el Real Madrid en el Metropolitano por 3-1. El Atlético había pasado tres días concentrado en Miraflores de la Sierra, costumbre que había adquirido desde su última participación en la Copa del Generalísimo, y que llevaba a cabo antes de partidos importantes en el Metropolitano. Cuando el encuentro trascendental se disputaba fuera de casa, se concentraban en algún pueblo cercano a la localidad correspondiente.
En la jornada 19, el Atlético se jugaba media Liga, ya que recibía al Valencia que le aventajaba seis puntos. Ante un Metropolitano lleno consiguieron vencer a los valencianos por 4-2 y se situaron segundos, a cuatro puntos del Valencia y empatados con el Barcelona. En la siguiente jornada dieron la talla al ganar por 5-4 en Las Corts, dejando atrás al equipo catalán. Así, el Valencia proseguía como líder a cuatro puntos de los aviadores, y seis de Barcelona y Sevilla, cuando faltaban seis partidos para el final de Liga.
En la jornada 22, el Valencia dio un paso de gigante hacia la conquista de la Liga, venciendo al Celta el mismo día que el Atlético perdía contra el Sevilla en Nervión. Restaban cuatro encuentros, y los valencianos sacaban seis puntos a los madrileños. Una semana después, pese a la derrota del conjunto ché en Oviedo, el Atlético no pudo pasar del empate a cero contra el Granada en el Metropolitano. El 26 de marzo el Valencia ganó 2-1 al Sabadell en Mestalla, proclamándose campeón de Liga a pesar del triunfo rojiblanco por 6-2 ante la Real Sociedad en el Metropolitano. Las dos últimas jornadas sirvieron para que el Atlético se asegurase el subcampeonato, y el defensa Aparicio volviese a jugar con los aviadores.
El Valencia terminó la liga con 40 puntos como justo campeón, seguido del Atlético con 34.

##### Clasificación final
| Pos | Equipo                 | J  | G  | E | P  | GF | GC | DG  | Pts |
| --- | ---------------------- | -- | -- | - | -- | -- | -- | --- | --- |
| 1   | Valencia CF            | 26 | 18 | 4 | 4  | 73 | 32 | 41  | 40  |
| 2   | Atlético Aviación      | 26 | 15 | 4 | 7  | 66 | 49 | 17  | 34  |
| 3   | Sevilla FC             | 26 | 12 | 8 | 6  | 60 | 46 | 14  | 32  |
| 4   | Real Oviedo            | 26 | 12 | 5 | 9  | 71 | 47 | 24  | 29  |
| 5   | CD Castellón           | 26 | 13 | 3 | 10 | 42 | 36 | 6   | 29  |
| 6   | CF Barcelona           | 26 | 10 | 8 | 8  | 59 | 46 | 13  | 28  |
| 7   | Real Madrid            | 26 | 11 | 6 | 9  | 48 | 38 | 10  | 28  |
| 8   | Granada CF             | 26 | 9  | 8 | 9  | 41 | 46 | -5  | 26  |
| 9   | CD Sabadell            | 26 | 11 | 3 | 12 | 53 | 60 | -7  | 25  |
| 10  | Atlético de Bilbao     | 26 | 10 | 5 | 11 | 47 | 51 | -4  | 25  |
| 11  | RCD Español            | 26 | 9  | 5 | 12 | 42 | 50 | -8  | 23  |
| 12  | Deportivo de La Coruña | 26 | 6  | 7 | 13 | 35 | 64 | -29 | 19  |
| 13  | Real Sociedad          | 26 | 5  | 7 | 14 | 34 | 54 | -20 | 17  |
| 14  | Celta de Vigo          | 26 | 2  | 5 | 19 | 23 | 75 | -52 | 9   |

|  | Clasificado para la promoción de permanencia en Primera División |
|  | Desciende a Segunda División                                     |

J = Partidos jugados; G = Partidos ganados; E = Partidos empatados; P = Partidos perdidos; GF = Goles a favor; GC = Goles en contra; DG = Diferencia de goles; Pts = Puntos

#### Copa del Generalísimo
De nuevo, el Atlético se enfrentaba a la competición que más dura se le hacía: la Copa del Generalísimo. En dieciseisavos de final eliminó al Córdoba (Tercera División) venciendo por 2-3 en la ciudad andaluza el 1 de mayo, y 7-2 en el Metropolitano el 7 de mayo.
En los octavos de final, el rival fue un Celta de Vigo recién descendido a Segunda. El 14 de mayo vencieron cómodamente en Madrid por 4-0, y en Vigo certificaron su pase a cuartos a pesar de perder por 3-2.
El 28 de mayo se jugó la ida de los cuartos de final, barrera infranqueable para los atléticos durante los últimos años. Les tocó en suerte un duro rival: el Sevilla, tercero en el campeonato liguero. El conjunto andaluz batió a los madrileños por 3-2 en Nervión. El 5 de junio, en la vuelta, el Atlético Aviación se impuso por 3-0 en el Metropolitano. Los colchoneros se clasificaron así para las semifinales, que no jugaban desde 1926.
En dicha ronda, el bombo les cruzó con el vigente campeón, el Atlético de Bilbao, que había quedado décimo en Liga. El 11 de junio, en la ida, el Atlético Aviación superó por 3-1 a los bilbaínos. Siete días después, en la vuelta, el Bilbao venció por 2-0, por lo que se tuvo que jugar un encuentro de desempate para dilucidar quién sería el finalista que se enfrentaría al Valencia. El 21 de junio, en el partido de desempate disputado en Las Corts, el Atlético Aviación perdió por 3-2, no pudiendo disputar la final. Luego, el equipo bilbaíno conquistó el título tras vencer por 2-0 al Valencia.
El Atlético Aviación terminó así una temporada en la que resultó subcampeón de Liga y alcanzó las semifinales de Copa. No consiguió ninguno de los dos títulos, más peleó por ellos hasta el final, y el equipo quedó satisfecho con el ejercicio.

### Temporada 1944 / 1945
El 29 de agosto de 1944, el Atlético Aviación completó su primer entrenamiento para la temporada venidera. Ricardo Zamora cumplía su sexta campaña como entrenador del equipo, y Olavarría su tercera como preparador físico. El coronel Manuel Gallego seguía como presidente del club rojiblanco.
En materia de fichajes, se dieron de baja los siguientes jugadores: Rosendo Hernández (RCD Español), Tabales (Albacete), Calixto, Domingo, Nico, García y Noguerales. Los refuerzos fueron: Mencía (Baracaldo), Cuenca y Abel Mariano (Imperio, filial del Atlético Aviación), Juncosa (Español), Manuel Jorge (Unión de Tenerife), Pío (Zaragoza), Farias (Marino), Fraga (Mediodía), Casaus, Palacios y Guillermo. Así, la plantilla rojiblanca quedó conformada por: Ederra, Guillermo, Abel Mariano, Palacios, Jimeno, Colón, Aparicio, Riera, Gabilondo, Germán, Machín, Adrover, Amestoy, Taltavull, Campos, Vázquez, Mesa, Casaus, Cuenca, Oscar, Lozano, Arencibia, Cobo, Farias, Juncosa, Martín, Manuel Jorge, Pío, Fraga y Mencía.
En once rojiblanco no resultó tan fijo como en años anteriores. En la meta, Ederra fue titular indiscutible por encima de Guillermo y Abel Mariano. En la defensa, el dúo Riera y Aparicio se convirtió en habitual, con los recambios de Cobo y Mesa. En la línea media, Gabilondo y Germán siguieron llevando el peso del equipo mientras que Machín perdió protagnismo en favor del joven Cuenca, además Amestoy, Mencía, Farias y Santana actuaron en algunas ocasiones. En ataque, Androver (extremo diestro), Campos (interior zurdo) y Vázquez (extremo izquierdo) conservaron su puesto mientras que la demarcación de interior diestro se la repartieron entre Martín, Arencibia, Pío y Casaus, y la de delantero centro entre Taltavull, Juncosa y Jorge, además Lozano y Oscar jugaron en algunas ocasiones como extremo izquierdo y derecho respectivamente.
El Atlético Aviación se encontraba en aquel momento en la élite del fútbol español, incluso por encima del Real Madrid en la capital. La fusión entre el antiguo Athletic de Madrid y el Aviación Nacional cambió la historia de los colchoneros, que se encontraban saneados económicamente, con más de 9.000 socios y el presidente, Manuel Gallego, había presentado un proyecto de reforma del estadio Metropolitano, por el que se restaurarían los palcos presidenciales, y el aforo alcanzaría las 70.000 personas en un plazo de dos años. El alcalde aprobó el proyecto y todo se puso en marcha. Las cosas le estaban yendo bien al Atlético Aviación.

#### Campeonato de Liga
El Campeonato de Liga partió con varios favoritos: Barcelona, Atlético Aviación, Valencia, Atlético de Bilbao y Real Madrid. El 24 de septiembre de 1944 comenzó la liga con un duelo en la cumbre, Atlético Aviación - Barcelona en el Metropolitano, con dos genios en los banquillos como Zamora y Samitier. Madrileños y catalanes empataron a uno. Una semana después, los aviadores perdieron 2-1 contra el modesto Granada en Los Cármenes, y la siguiente jornada golearon por 4-0 al Castellón.
El 12 de octubre, festivo en España, el Atlético Aviación disputó un encuentro amistoso contra el campeón de la liga portuguesa, el Sporting de Portugal. El encuentro despertó una gran expectación, ya que por aquella época rara vez se disputaban encuentros internacionales. Los madrileños se llevaron una justa victoria gracias a dos goles de Taltavull y uno de Campos.
Tras este partido amistoso, los madrileños reanudaron su andadura en la Liga. En las tres siguientes fechas cosecharon dos victorias y una derrota. En la séptima jornada, el 5 de noviembre, el Atlético Aviación cayó por 0-1 ante el Madrid en un abarrotado Metropolitano. Era la primera victoria del Madrid en un derbi como visitante desde la Guerra Civil. El Atlético Aviación se colocaba octavo, a cinco puntos del líder, el Atlético de Bilbao.
En la undécima jornada, los madrileños vencieron a los vascos por 1-0, colocándose séptimos a cuatro puntos de los mismos, y concluyó la primera vuelta a esa misma distancia de los tres primeros clasificados: Barcelona, Atlético de Bilbao y Real Madrid.
El Atlético Aviación empezó irregular la segunda vuelta, con dos empates ante el Barcelona y el Granada, pero reaccionó con dos victorias ante Castellón y Sabadell. Así, en la decimoséptima jornada se situaron quintos a tres puntos del líder, el Barcelona.
En un pequeño intermedio del campeonato liguero, los aviadores devolvieron la visita al Sporting de Lisboa y jugaron un amistoso en el estadio Lumiar el 31 de enero de 1945, en el que perdieron por 3-1 a pesar de sacar un once muy potente.
De nuevo en la liga, el equipo de Zamora no conseguía dar caza al Barcelona. En la vigésima jornada perdieron por 3-1 contra el Real Madrid en Chamartín, colocándose a seis puntos del líder. El título liguero se veía ya como un sueño imposible, así que los rojiblancos centraron sus esfuerzos en la Copa.
Finalizó el campeonato tercero con 31 puntos por detrás del Real Madrid, con 38, y el Barcelona, campeón con 39 puntos.

#### Copa del Generalísimo
En aquella temporada, por primera vez, se intercaló la Copa del Generalísimo con la Liga desde las primeras eliminatorias. La medida no cuajó y se volvió al sistema antiguo en la siguiente campaña.
En la primera ronda, el Atlético Aviación eliminó al Betis, que por entonces militaba en Segunda División. La ida se jugó el 31 de diciembre de 1944, y los rojiblancos se impusieron por 4-1 en el Metropolitano. En la vuelta, el 21 de enero de 1945, arrancaron un empate a uno en Sevilla.
En los octavos de final volvió a eliminar a un equipo de Segunda División, esta vez al Racing de Ferrol. El 11 de febrero, el equipo de Zamora venció por 4-0 en el Metropolitano, y el 4 de marzo, empató a cero goles en la ciudad gallega.
Los cuartos de final se jugaron con el que, en aquella época, era el rey del campeonato del KO: el Atlético de Bilbao. De las últimas cuatro ediciones había conseguido tres campeonatos y un subcampeonato. La ida se disputó el 1 de abril de 1945, y el Atlético Aviación perdió por 2-1 en el Metropolitano. Con el lío de fechas, la vuelta no se jugó hasta el 27 de mayo, donde los madrileños no pasaron del empate a cero y quedaron eliminados, con la consiguiente decepción de sus aficionados.
En la final, los vascos vencieron por 3-2 al Valencia, haciéndose con el título.
El Atlético cerró así una temporada potable, con un tercer puesto en liga y unos cuartos de final en Copa, pero con el amargo sabor de otro año sin títulos. Antes de finalizar la campaña, celebró el primer partido homenaje de su historia en honor del capitán, Mesa, que dejaba el Club tras diez temporadas para fichar por el Celta de Vigo. Se jugaron dos encuentros: un enfrentamiento entre los veteranos de Atlético y Real Madrid, que finalizó con empate a cero, y una victoria del combinado nacional por 4-2 frente a una selección de jugadores de ambos equipos madrileños. Tras los partidos, se le entregó al jugador una placa de parte del resto de sus compañeros, y la medalla al Mérito Deportivo del Ayuntamiento de Madrid.
Por último, el Atlético Aviación disputó dos partidos amistosos: uno contra el Alcoyano, campeón de Segunda División, contra el que perdió 5-1 en el Metropolitano, y otro contra el mismo equipo pero en Alcoy, donde volvieron a caer, esta vez por 4-1.
El 16 de junio de 1945, el extremo derecho del equipo, Miguel Androver, murió por una perforación intestinal. Tenía solo 22 años y había llegado al equipo en 1942 procedente del Hércules de Alicante. El 1 de marzo de 1947 se celebró un partido que enfrentaba a ambos equipos en Alicante, en honor a su familia.

### Temporada 1945 / 1946
En 1946 asumió la presidencia Juan Touzón. Además, fue la última temporada de Ricardo Zamora como entrenador rojiblanco. Aquella temporada marcaría el fin de una época, con el exportero en el banquillo y un militar en la presidencia.
La plantilla colchonera no sufrió grandes modificaciones. Causaron baja: Jimeno (cedido al Málaga), Lozano (cedido al Hércules), Mesa (Celta), Palacios, Androver, Santana y Casaus. Mientras que se incorporaron a la disciplina madrileña: Pérez (Castellón), Félix (Asturias), Adrián Escudero (Mediodía), Andrade (Sabadell), Martialay (Ferroviaria), Saso (Málaga) y Pastor y Blanco (Imperio). Así, la plantilla de la temporada quedó compuesta por: Ederra, Cobo, Aparicio, Riera, Juan Escudero, Gabilondo, Mencía, Colón, Cuenca, Machín, Farias, Germán, Juncosa, Pío, Óscar, Vázquez, Adrián Escudero, Martín, Arencibia, Taltavull, Andrade, Amestoy, Campos, Guillermo, Pérez, Martialay, Manuel Jorge, Pastor, Blanco, Saso, Félix y García.
En la portería, Pérez se convirtió en el guardameta titular por delante de Guillermo, Ederra y Saso. En defensa, la pareja Cobo-Aparicio se mostró firme con el recambio de Riera. En el centro de campo, cinco hombres se repartieron los tres puestos a lo largo de la campaña: Germán, Mencía, Cuenca, Farias y Gabilondo; mientras que Amestoy y Colón apenas jugaron y Machín estuvo lesionado. En ataque, el quinteto titular estuvo formado por Juncosa, Taltavull, Jorge, Campos y Escudero, con Arencibia, Vázquez y Oscar como suplentes. Andrade, Martialay, Pastor y Martín tuvieron una participación testimonial.
Como preparación para la Liga, el Atlético Aviación disputó varios partidos amistosos. El 9 de septiembre empataron a un gol ante la Unión Deportiva Melilla en la inauguración del campo melillense. Dos días después, golearon por 6-1 al mismo equipo, e incluso Zamora jugó de portero en la primera mitad. El 16 de septiembre perdieron por 2-1 contra el Real Madrid en la Copa José Luis del Valle, trofeo regional madrileño pendiente desde la pasada campaña.

#### Campeonato Nacional de Liga
Aquel año, el Atlético Aviación volvía a partir como favorito para el título, junto a Barcelona, Sevilla, Valencia, Atlético de Bilbao y Real Madrid. Sin embargo, las lesiones mermaron mucho al equipo, que no cuajó una buena temporada. El conjunto colchonero seguía acusando la falta de un goleador nato desde la marcha de Pruden.
El equipo comenzó fatal la Liga. En la primera jornada, el 23 de septiembre de 1945, el Valencia los goleó por 6-1 en Mestalla. En la segunda, empató a cero contra el débil Murcia en el Metropolitano, y este resultado dio la voz de alarma en el Club. A renglón seguido, se renovó a Riera. Además, la directiva dio un toque de atención a la plantilla y el propio presidente, Juan Touzón, viajó con el equipo al siguiente partido. El 7 de octubre, los rojiblancos respondieron empatando a tres tantos en Oviedo, y la semana siguiente ganó por 2-0 al Barcelona en el Metropolitano situándose a dos puntos del líder.
Esta racha resultó ser un espejismo, y el equipo de Zamora sumó solo cinco puntos en las ocho jornadas siguientes (2 victorias, 1 empate y 5 derrotas). Así, en la decimosegunda jornada, el Atlético se situaba muy lejos de la cabeza: décimos a nueve puntos del líder. La desilusión reinaba en el club madrileño.
En mitad de la Liga, el equipo rojiblanco se vio obligado a disputar un encuentro amistoso contra el Betis, equipo de Segunda División, a muy bajo precio, con el objetivo de captar más aficionados. Vencieron por 3-1, y debutaron Saso, Pastor y Blanco.
El Atlético Aviación acabó la primera vuelta con once puntos a siete de los líderes, Barcelona y Madrid. La afición rojiblanca esperaba mucho más del equipo, que deambulaba por mitad de la tabla. Sin embargo, la desigual marcha del conjunto se olvidó para celebrar el homenaje a Gabilondo. El 23 de diciembre de 1945, el equipo perdió 4-1 frente a un combinado nacional.
Durante la pausa navideña de la liga, saltó la noticia en el Atlético Aviación. El 27 de diciembre de 1945, el coronel Manuel Gallego dimitió como presidente de la entidad por razones profesionales: fue nombrado jefe de la base aérea de Tetuán. El 5 de enero de 1946, Juan Touzón fue propuesto por la Federación Castellana como el nuevo presidente del Club, y nombrado por la Federación Nacional el 15 de enero de ese mismo año. Las primeras decisiones del nuevo presidente fueron ascender a Arencibia y Jorge desde el Imperio, filial rojiblanco, al primer equipo. También acometió el fichaje del joven Adrián Escudero, con solo 18 años.
El 27 de enero de 1946, Escudero debutó ante el Barcelona en Las Corts con derrota por 2-1. El 3 de febrero, sin embargo, debutó a lo grande en el Metropolitano: el Atlético goleó por 5-2 al Hércules y el joven marcó el primer gol del choque. Así empezó la carrera de una de las leyendas del Atlético de Madrid.
Mientras tanto, el equipo seguía sin levantar cabeza en el campeonato liguero. El 10 de febrero de 1946, el Celta apabulló a los rojiblancos en Balaídos con un 6-1, colocándolos a solo dos puntos de la promoción. La situación era complicada, pero el equipo reaccionó una semana después ganando por 4-0 al Castellón. Después volvieron a perder, por 3-0 ante el Sevilla en Nervión, pero se mantenían distantes por las derrotas de los últimos clasificados. El equipo concluyó muy bien la liga, ya que ganó cuatro de los últimos cinco partidos, pero aun así solo pudo ser séptimo con 26 puntos. El Sevilla conquistó la Liga con un punto más que el Barcelona.

#### Copa del Generalísimo
Tras el prometedor final liguero, el equipo afrontó con ilusiones la competición copera. En los dieciseisavos de final, los rojiblancos eliminaron con apuros a la Real Sociedad, sexta clasificada de Segunda División, empatando a tres en San Sebastián el 7 de abril y ganando por 4-2 en el Metropolitano el 14 de abril.
En los octavos de final, el Atlético Aviación superó al Gijón con sendas victorias, 4-3 en el Molinón el 21 de abril, y 7-1 en el Metropolitano el 28 de abril.
En los cuartos de final, los aviadores se cruzaron con el Sevilla, campeón de Liga que venía de eliminar en Copa al subcampeón, el Barcelona, con un global de 8-1. En la ida en el Metropolitano, el 5 de mayo, los madrileños ganaron por 1-0. Sin embargo, una semana después, los sevillanos vencieron por 6-3 en Nervión, apeando al Atlético de la competición en cuartos por segundo año consecutivo.
Tras finalizar la temporada, el verano se presentó repleto de noticias. El 30 de mayo de 1946, se inauguró el velódromo del Estadio Metropolitano con la llegada de la última etapa de la Vuelta Ciclista. El 2 de junio, Ricardo Zamora dimitió de su puesto como entrenador tras siete temporadas al frente de la plantilla rojiblanca. El nuevo técnico fue Emilio Vidal, procedente del Castellón, que firmó por una temporada.
El Atlético Aviación cerró el curso futbolístico disputando varios amistosos. El 19 de mayo de 1946, perdió por 3-1 frente al Barcelona en el Metropolitano. El 13 de junio, empataron a 4 goles contra la selección española en este mismo estadio. Más tarde, ya con Vidal en el banquillo, realizaron una gira por Cataluña. El 29 de junio superaron por 4-1 al Barcelona en Reus, dos días después vencieron por 2-0 al Reus en su campo, y finalmente vencieron por 4-2 al Tarrasa como visitantes.
Antes de concluir la temporada, Gabilondo se retiró del fútbol para continuar con su profesión de médico. También Alfonso Aparicio recibió un homenaje en su ciudad natal, Santander.

### Temporada 1946 / 1947
Aquella temporada comenzó con Emilio Vidal estrenando su cargo de entrenador, Juan Touzón en su octavo mes de presidencia y el estadio Metropolitano como estadio local, que compartieron gran parte del año con el Real Madrid debido a las obras de Chamartín. El equipo rojiblanco cedió gratuitamente el estadio, con la única condición de que sus socios pudiesen asistir a los partidos del Madrid. Por aquel entonces el Club tenía cerca de 8.000 socios y empezaba a asentarse como uno de los grandes de España, a pesar de llevar sin probar las mieles del triunfo desde 1941. Además, aquella temporada se cambió la denominación Atlético Aviación por la que resultaría definitiva: Club Atlético de Madrid,
El 14 de diciembre de 1946, el Ministerio del Aire solicitó al Club Atlético de Aviación que prescindiera del uso del término Aviación. La comunicación es leída en una junta directiva de la entidad. La directiva acuerda por unanimidad dirigir una carta al Excelentísimo Ministro agradeciéndole las atenciones que con este club ha tenido el Ejército del Aire desde hace varios años. Tras deliberación, se aprobó por unanimidad el cambio de nombre a Club Atlético de Madrid, iniciándose al efecto las gestiones necesarias para el cambio de nombre con la supresión de la palabra Aviación.
En enero de 1947 el club pasó a llamarse Club Atlético de Madrid, adoptando además un nuevo escudo, similar al utilizado en 1917, pero con cuatro rayas rojas. El primer partido oficial del club bajo el nuevo nombre, jugado en 6 de enero de 1947, correspondió a la derrota por 3 goles a 1 contra el Sabadell (entonces colista), jugado en el Estadio Metropolitano. En este año, asumió la presidencia Cesáreo Galíndez.
En septiembre el Atlético de Madrid conquistó la Copa Presidente de la Federación Española de Fútbol, título oficial organizado por la Real Federación Española de Fútbol, en el que participaron el Atlético de Madrid, el Valencia CF, el Athletic Club y el FC Barcelona en un torneo con formato de liguilla. El 14 de septiembre el equipo rojiblanco madrileño ganó el último partido al Valencia, por 4-0 en un partido aplazado por no encontrar fechas para disputarlo, desde la temporada 1941/1942. Ganando así el trofeo que fue entregado por el presidente de la Federación Española de Fútbol, con un total de 8 puntos, uno más que el Valencia CF, que fue subcampeón.